# Bécs ostroma (1683)
Bécs első török ostromát lásd Bécs ostroma (1529)
Bécs második török ostroma (Zweite Wiener Türkenbelagerung) 1683. július 14. és szeptember 12. között zajlott. Ez volt az Oszmán Birodalom második kísérlete a császárváros bevételére, másfél évszázaddal az 1529-es első török ostrom kudarca után. Az ostromra felvonuló török haderőt Kara Musztafa pasa, nagyvezír vezette Bécs alá. A Habsburg fővárost, I. Lipót osztrák főherceg és német-római császár uralkodói székhelyét a Habsburg Birodalom csapatai védelmezték Ernst Rüdiger von Starhemberg gróf parancsnoksága alatt. A város felmentésére nemzetközi haderő szerveződött, csapatokat küldtek a Német-római Birodalom tartományai, a pápai állam és a Velencei Köztársaság. A Lengyel–Litván Unió hadseregét Sobieski János király személyesen vezette. A hosszú és rendkívül véres ostrom során az oszmán aknászok a város védműveit leküzdve módszeresen hatoltak előre és már a városfalakig jutottak. A végveszélybe jutott székvárost a keresztény felmentő haderő érkezése mentette meg. A kahlenbergi csatában a török ostromló haderő súlyos vereséget szenvedett és menekülésre kényszerült. A megvert ellenség üldözése során további fontos keresztény győzelmek születtek. Nyilvánvalóvá vált az Oszmán Birodalom katonai erejének hanyatlása. A következő években Ausztria főhercege német birodalmi segítséggel sikeresen elfoglalta Buda várát és megkezdte a török hatalom kiszorítását Magyarországról.[forrás?]

## Politikai helyzet Európában
A 17. század második harmadában az Oszmán Birodalom elérte legnagyobb területi kiterjedését. A Magyar Királyság legnagyobb része (Dél- és Közép-Magyarország) közvetlen török uralom alatt állt, Erdély és Felső-Magyarország, a román fejedelemségekkel együtt a szultán hűbérese volt, uralkodóik adófizetésre és katonák küldésére is kötelezték magukat. De a birodalmat belső problémák, pénzügyi válság, palotaforradalmak, lázadások bomlasztották. Köprülü Mehmed nagyvezír 1656–1661 között újjászervezte a közigazgatást. Fia, Köprülü Ahmed (1661–76) és ennek sógora, Kara Musztafa nagyvezír tovább gyengítette a hárem befolyását, szigorú intézkedésekkel stabilizálta a gazdaságot. A növekvő adóbevételekből megreformálták és újra megerősítették a haderőt.[forrás?]
1669-ben az oszmánok elfoglalták a velenceiektől Kréta fővárosát, Kandiát. 1672-ben megtámadták a Lengyel–Litván Uniót (a mai Kelet-Ukrajnát), véres ostrommal bevették az erős Kamenec-Podolszk várat, betörtek Galíciába és egészen Lembergig jutottak előre. A svédekkel vívott háborúkban legyengült Lengyel–Litván Unió a buczaczi békeszerződésben lemondani kényszerült egész Podóliáról és Kamenec-Podolszk váráról. Az ún. jobb-parti Ukrajnát („lengyel-Ukrajnát”) át kellett engednie Petro Dorosenko hetman zaporozsjei kozákjainak, az Oszmán Birodalom vazallusainak. A Krétán elért hadi siker és az ukrajnai terjeszkedés az oszmán katonai erő növekedését mutatta, de a Birodalom már elérte terjeszkedésének végső korlátait. A lengyel szejm elutasította a buczaczi szerződés törvénybe iktatását. 1672-ben újabb háború tört ki, Sobieski János marsall, nagyhetman vezetésével a lengyel-litván hadsereg a chocimi csatában legyőzte az oszmánokat. 1676-ban Sobieski, már királyként a zsuravnói szerződésben területei egy részét visszaszerezte, de törökök továbbra is fenyegetést jelentettek országára. Az 1676–81-es orosz–török háborúban Kara Musztafa nagyvezír átmenetileg még Kijevet is elfoglalta, de az oroszoktól elszenvedett vereségek miatt visszavonulásra kényszerült.[forrás?]
- Az Oszmán Birodalom 1683-ban
- A Német-római Birodalom 1648-ban

A Német-római Birodalom még a vallásháborúk és a harmincéves háború kárait nyögte. 1663-ban, I. Lipót császár uralkodása idején, Köprülü Ahmed elfoglalta Érsekújvárt. A Habsburg és német-római birodalmi csapatok 1664-es szentgotthárdi győzelme megmutatta ugyan a nyugati hadszervezés növekvő erejét, ennek ellenére Lipót császár augusztus 10-én Vasváron húsz évre szóló, igen hátrányos békeszerződést kötött Köprülü Ahmed nagyvezírrel, melynek érvénye 1684-ben járt le. Lipót császár, aki a rajnai frontot veszélyesebbnek ítélte, mint a keleti helyzetet, kezdeményezte a békeszerződés meghosszabbítását, de az erre irányuló tárgyalások 1682 januárjára megszakadtak.[forrás?]
A Királyi Magyarországon – a Habsburgok erőszakos ellenreformációs politikája miatt – 1678–82 között Thököly Imre vezetésével császár-ellenes kuruc felkelés zajlott, amelynek során Thököly komoly katonai sikereket ért el a Habsburgok ellen. 1682-re Thököly, török támogatással Erdély hűbéres fejedelme lett, majd szeptember 16-án a szultán athnáméval (hitlevéllel) „Magyarország királyává” nyilvánította. 1679-ben Bécset súlyos pestisjárvány pusztította.
A Habsburgok hátában XIV. Lajos francia király, az 1672–1679-es francia–holland háborúban elért sikerei nyomán igényt formált Spanyol-Németalföld és a Német-római Birodalom egyes területeire, a Franche-Comtéra és Elzászra. 1681-ben Lajos elfoglalta Strassburg szabad birodalmi várost is. Közben 1681-től Frigyes Vilmos brandenburgi választófejedelem, Ernő Ágost hannoveri és négy rajnai választófejedelem Franciaország szövetségét keresték a svédek ellen, és igyekeztek kiegyezést létrehozni Franciaország és a Német-római Birodalom között. XIV. Lajos közben újabb Habsburg-ellenes háborút készített elő, melyet azonban csak 1683 októberében, Bécs felmentését látva indított meg).[forrás?]

## Az oszmán hadjárat terve
IV. Mehmed szultán 1682-ben elutasította a vasvári béke meghosszabbítását célzó császári kezdeményezéseket. A szultán jól ismerte Lipót szorult helyzetét. Szövetségesétől, XIV. Lajostól pénzügyi, logisztikai és katonai támogatást kapott. Követelte a Királyi Magyarország Habsburg ellenőrzés alatt maradt részeinek átengedését, a maga – és szövetségese, Thököly Imre – javára. Thököly 1682-es katonai sikereire alapozva, és XIV. Lajos biztatásával a szultán 1682. augusztus 6-án nagyszabású hadjáratról döntött, melyet a következő évben kellett elindítani. 1683. január 21-én elrendelte a hadsereg gyülekeztetését Belgrádba. Az indulást 1683 májusára tűzték ki. A hadjárat megszervezésével és vezetésével a szultán Kara Musztafa nagyvezírt bízta meg.
A korabeli dokumentumok még nem szóltak Bécs elleni támadási tervről. A hadjárat eredeti célja a török kézben lévő Érsekújvár biztosítása és Habsburg-hű nyugat-magyarországi erősségek, elsősorban Győr és Komárom elfoglalása volt. A Magyar Királyság teljes területének megszerzésére irányuló haditerv a Habsburg haderő nyugati lekötöttsége miatt reális sikerrel kecsegtetett. Kara Musztafa nagyvezír azonban – elterjedt nézet szerint az ambiciózus Thököly Imre biztatására – ehelyett valójában Bécs elfoglalását tervezgette. A császári székváros – a törökök képes szóhasználatában az „aranyalma” – csábító és könnyű zsákmánynak tűnhetett. A Habsburgoknak valóban kétfrontos háborúra kellett készülniük: nyugaton XIV. Lajos, keleten az oszmánok támadásával kellett számolniuk.[forrás?]

## Keresztény szövetségek
1683. január 26-án Lipót császár katonai védelmi szövetséget kötött II. Miksa Emánuel bajor választófejedelemmel az Oszmán Birodalom és a Francia Királyság jelentette kettős fenyegetés ellen.
Március 31-én a szultán és a nagyvezír elindult Drinápolyból Belgrádba. Korabeli források szerint a nagyvezír ekkorra már 168 000 embert és 300 ágyút gyűjtött össze.
Április 1-én XI. Ince pápa követeinek – hosszú levelezések és diplomáciai tárgyalások nyomán – sikerült rávenniük Sobieski János lengyel királyt és Lipót császárt, hogy katonai védelmi szövetségi szerződést kössenek egymással a török elleni harcra. A pápa másfél millió guldennel (aranyforinttal) támogatta a közös harcot. A szerződés főbb rendelkezései:
1. A török elleni háborúra a Szent Római Birodalom császára 60 000, a lengyel korona 40 000 katonát állít ki minden évben.
2. Ha Lengyelország királya személyesen vonul háborúba, ő veszi át az összes hadak főparancsnokságát.
3. Kölcsönös katonai segítségnyújtás Krakkó vagy Bécs ostroma esetére.
4. Mindkét fél további keresztény szövetségeseket keres és meghívja őket a pápai ligába.
5. A császár 200 000 birodalmi tallért fizet a lengyel koronának.
6. A velenceiek Lombardiában működő templomai által beszedett adót, 300 000 birodalmi tallért a török háborúba vonuló lengyel katonák egyéves zsoldjára fordítják.
7. A császár átvállalja Lengyelországnak a svédekkel szemben fennálló összes adósságát, mely az északi háborúból keletkezett, és lemond Ausztriának Lengyelországgal szemben fennálló összes követeléséről.
8. A szövetség egyetlen tagja sem köt fegyverszünetet a törökkel a többiek hozzájárulása nélkül.
9. Ő császári felsége, Lengyelország királya, valamint Pio és Barberini bíborosok esküvel fogadják e szövetségi szerződés betartását.
10. Mindkét szövetséges fél háborús ügyekben járatos szakértőket delegál, akik a másik félnek tudtára adják, hogy hadsereg felállítása szükséges, szövetségi segítségnyújtás céljára.
11. A Magyarországon meghódított területek ő császári felségét, az Oláhországban (Walachei) és Ukrajnában meghódított területek a lengyel koronát illetik.
12. E szövetségből származó kötelezettségek a római császár örököseire és utódaira is átszállnak.

## Bécs városának jelentősége, erődítményei

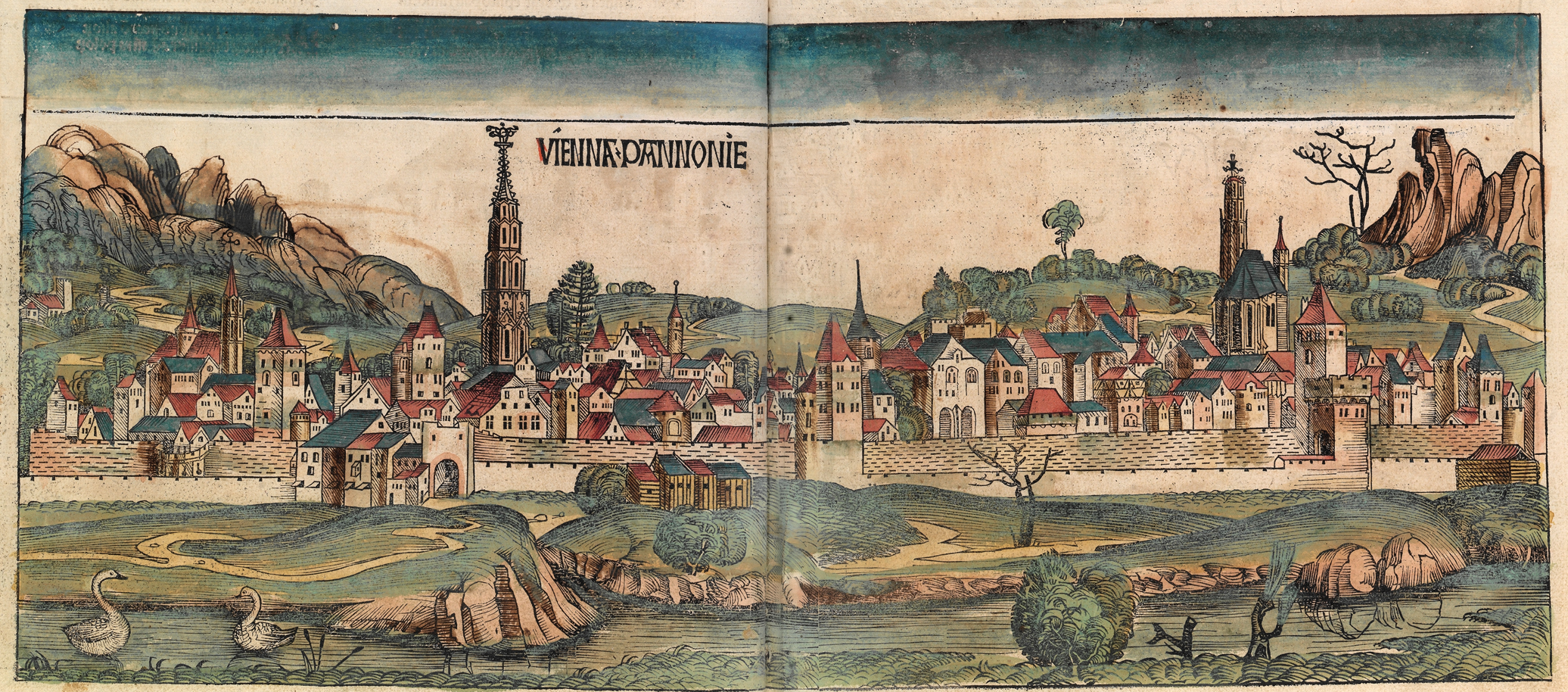
Bécs városa 1493-as metszeten

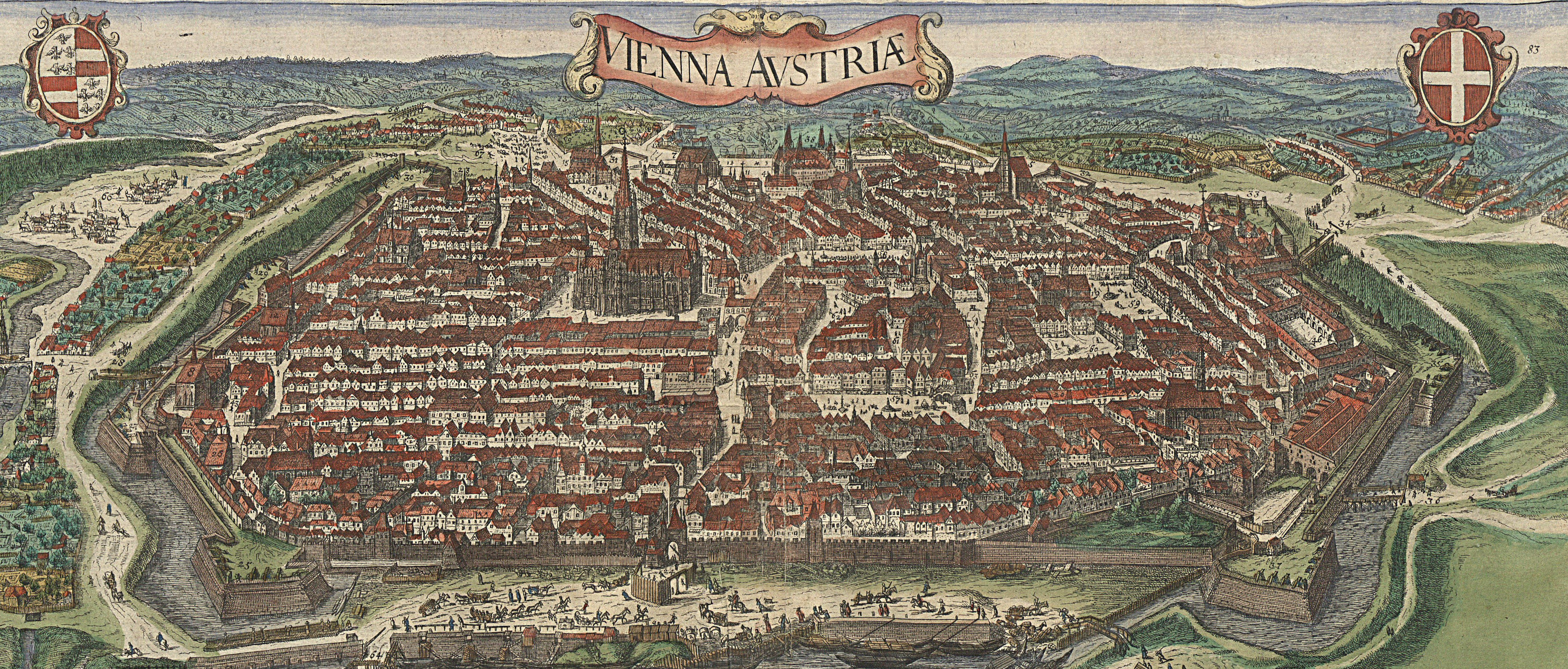
Bécs erődítményei 1609–1640 között, észak felől déli irányba tekintve.

Bécs stratégiai és gazdasági fontosságát helyzete határozta meg, a város két fontos nemzetközi kereskedelmi útvonal, a Duna és a borostyánkő-út kereszteződésében feküdt. Helyzete katonailag kedvezőtlen volt. Keletről, Magyarország széles síkságai felől könnyen támadható, nehezen védelmezhető volt. Ugyanakkor északról, a Német-római Birodalom irányából a Duna természetes akadályt képezett a szövetséges utánpótlás előtt. A város erős folyami hadiflottát épített, amely minden időben biztosította a vízi úton történő utánpótlást, még a nehéz tüzérségi lövegek szállítását is. 1683-ban az Alpoktól keletre Bécs volt a nyugati kereszténység legnagyobb erőssége. A muzulmán hódítók számára a császári székváros Nyugat-Európa kapuját jelentette, amelyet előbb vagy utóbb, de be kellett zúzni.[forrás?]
Bécs városának középkori védőfalait eredetileg még 1194-ben, az V. Lipót osztrák herceg által elfogott és fogságba vetett Oroszlánszívű Richárd király szabadulásáért Angliától kizsarolt váltságdíjból építettek fel. Az 1526-os mohácsi csatavesztés után Bécs első, 1529-es török ostromát még ezeken a védműveken hárították el. Az 1526–38 között dúló magyarországi belháború után kitört az 1540–47-es Habsburg–török háború, ennek során 1541-ben Buda török kézre került, és a Habsburgok 1542-ben ostrommal sem tudták visszafoglalni. Budavár tartós török birtoklása megváltoztatta Bécs stratégiai helyzetét, a Birodalom keleti védőbástyája lett, megerősítése elkerülhetetlen vált.

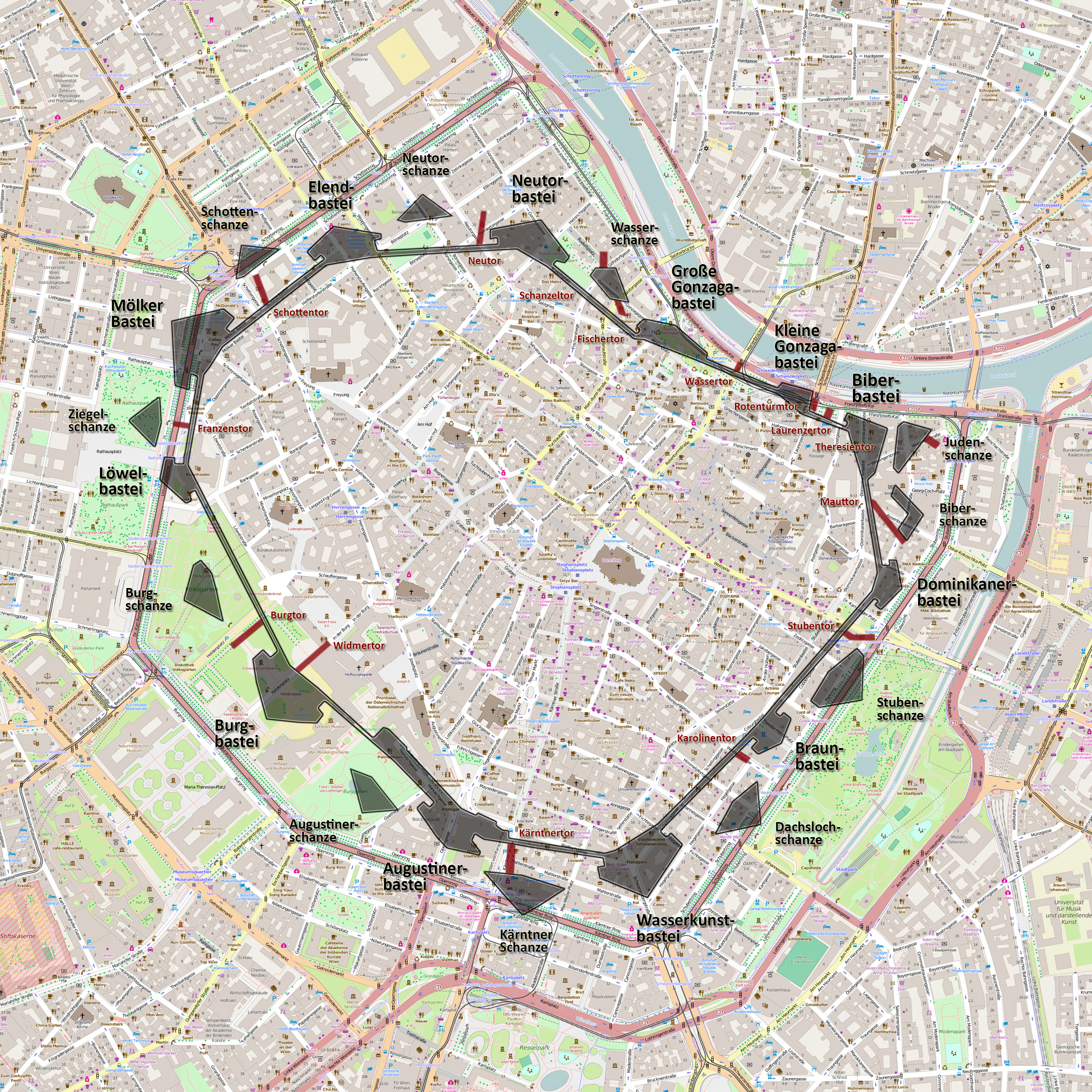
Bécs erődrendszere (1809-es állapot), a város mai térképére vetítve

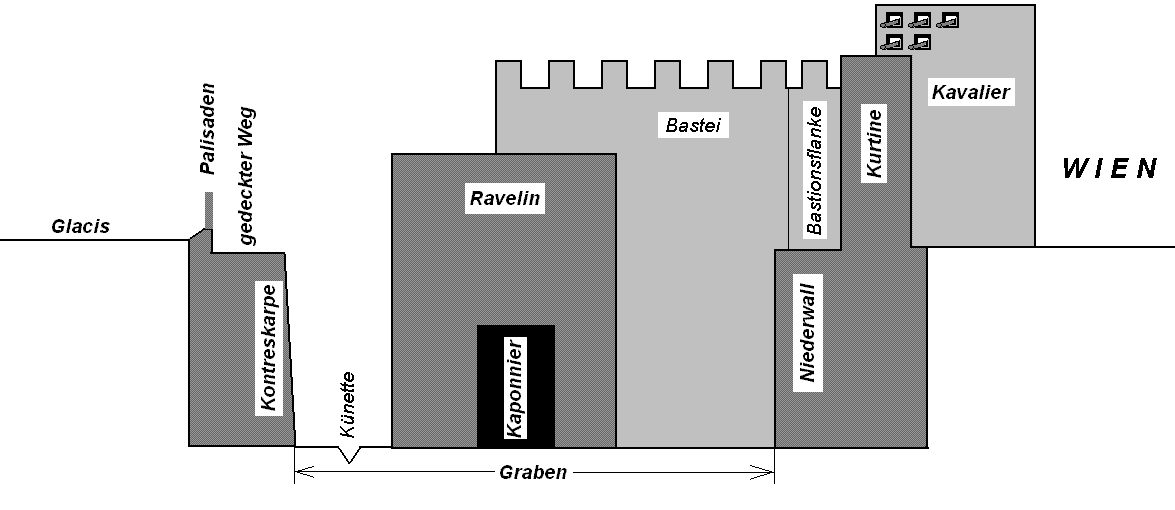
A bécsi városfalak keresztmetszete. Balra a támadott, jobbra a védett oldal

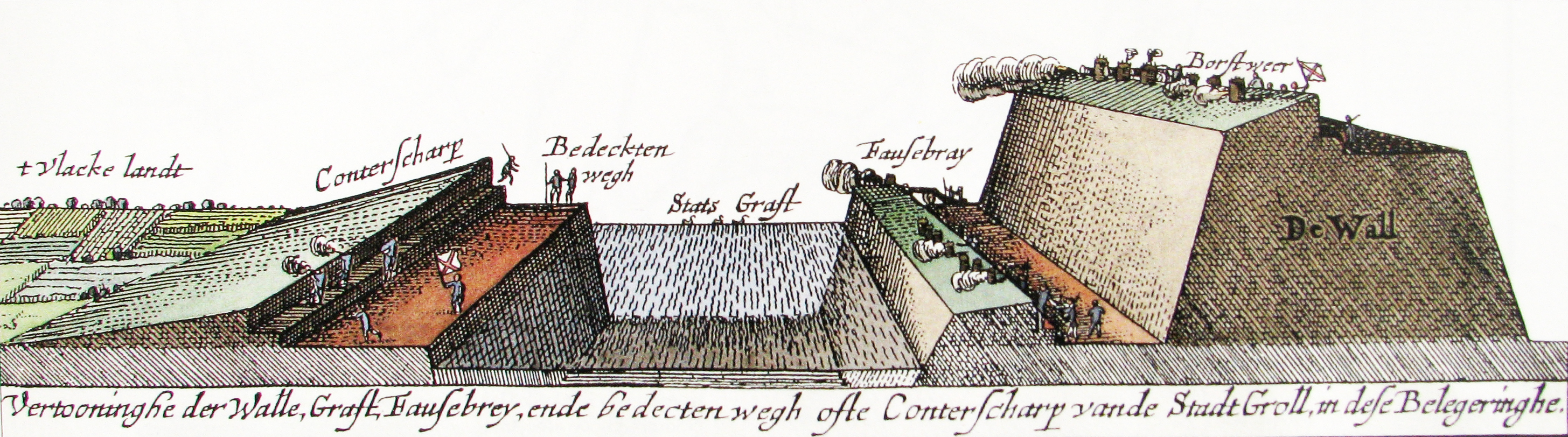
Korabeli városfal keresztmetszete, 1627-es rajz. Balra a támadott, jobbra a védett oldal

1548-ban a középkori városfalakat olasz várépítő mesterek bevonásával felújították. A várost a korabeli ostromtechnikáknak megfelelni képes erőddé építették át. Ötven évvel később, a harmincéves háború során Bécs erődrendszerét ismét korszerűsítették, az „ó-itáliai” stílusú bástyákat ún. „új-itáliai” stílusban építették át. A legkritikusabbnak ítélt szakaszokon, az északi Skót-bástya (Schottenbastei) és a déli Augusztinus-bástya (Augustinerbastei) között, ahol a várárok nem volt vízzel feltöltve, négy előretolt, sziget-szerű saroksánc, ún. ravelin építésébe kezdtek, melyek 1672-re készültek el. A várároknak a városfallal szembenéző, külső falába, az ún. contre-escarpe-ba galériákat és fedett folyosókat építettek, a várárok mindkét oldali védelmére.
A Burg-bástya (Burgbastei) a délről várt támadás balszárnyán, a védők jobbszárnyán feküdt. Szabályos négyszög alakú volt, minden oldalon kilenc ágyúval, de nem volt föld alatti aknaharcra felkészítve (nem voltak föld alatti katakombái). A Burg-bástya mögött emelkedett a Spanyol-bástya (Spanierbastei), a védőfalaknál jóval magasabb tüzérségi lövegtorony, francia műszóval cavalier. Nyugaton, a védők jobbján a Burg-bástyánál kisebb Löwel- (vagy Löbl-) bástya állt, föléje a nagy cavalier-hez hasonló, de szerényebb méretű tüzérállás magasodott, melyet a helyiek „macskának” (Kat/Katze) neveztek.
A két bástya között húzódó, több mint 200 méter hosszú városfalat túl hosszúnak ítélték ahhoz, hogy onnan hatékony kartácstűz alatt lehessen tartani a támadókat. További hátrány volt, hogy az elősánc (ravelin) túlságosan mélyen benyúlt a várárokba és a magasabbra is épült a szükségesnél, emiatt a bástyákról, a ravelin mögül az árkokra tüzelő ágyúk kilövési szöge le volt szűkítve. A falon kívüli elővárosok első házai alig 200 méterre álltak a városfalaktól, ezeket le kellett rombolni. A bástyatér (glacis), a védőfalak előterében feltöltött és szabadon hagyott lejtős terület (mely a védők szabad tüzelését biztosította, a közeledő támadókat fedezék nélkül hagyta), gondozatlan volt, az egyengetést sietve elkezdték ugyan, és még az ostrom első napjaiban is folytatták, de az ostrom kezdetére már nem készültek el vele.
A védők komoly hátránnyal indultak a falak körül várható aknaharcnak. Az ostromokra jól felkészült oszmán sereg 5000 tapasztalt, kipróbált aknásza mind létszámban, mint technikai tudásában felülmúlta Bécs védőinek lehetőségeit. Számos török aknász a kandiai háborúban szerezte a tapasztalatait, ahol a velenceiek által alkalmazott korszerű módszereket is eltanulták. Még 1682 elején, miután Lipót császár és az oszmánok béketárgyalásai (a vasvári béke meghosszabbításáról) meghiúsultak, a császári hadvezetés felfogadta a szászországi Georg Rimplert, a sok ostromot megjárt, tapasztalt erődépítő mestert, akit alezredesi rangban a város utász-aknász főmérnökévé neveztek ki. Rimpler megerősítette az árok külső falát (contre-escarpe). Az elősánc (ravelin) és a bástyák közé fedett átjárókat, ún caponnière-eket épített. Mögéjük, a a bástyák között futó kortinafal elé elővédfalat (fausse-braie / Niederwall) emelt. Az első védővonalban, a várárok külső falában futó fedett utak elé gerendákból és fadeszkákból palánkot (palizád) húzatott fel. A várárok aljzatába végighúzódó keskeny vágatot (cunette / Künette) vágatott, részben a talajvíz elvezetésére, részben a várárkon való átgázolás megnehezítésére. Rimpler felismerte, hogy az oszmánok fő támadási iránya az erődrendszer leggyengébb pontjára, a Burg- és a Löwel-bástyák közötti szakaszra fog irányulni. A kemény földmunkákra Rimpler bányászokat szerződtetett Tirolból, Németalföldről és Lotaringiából. A munka kezdetén a férfiak támogatására asszonyok munkáját is igénybe vették.
Az oszmán oldal vezetői- IV. Mehmed szultán

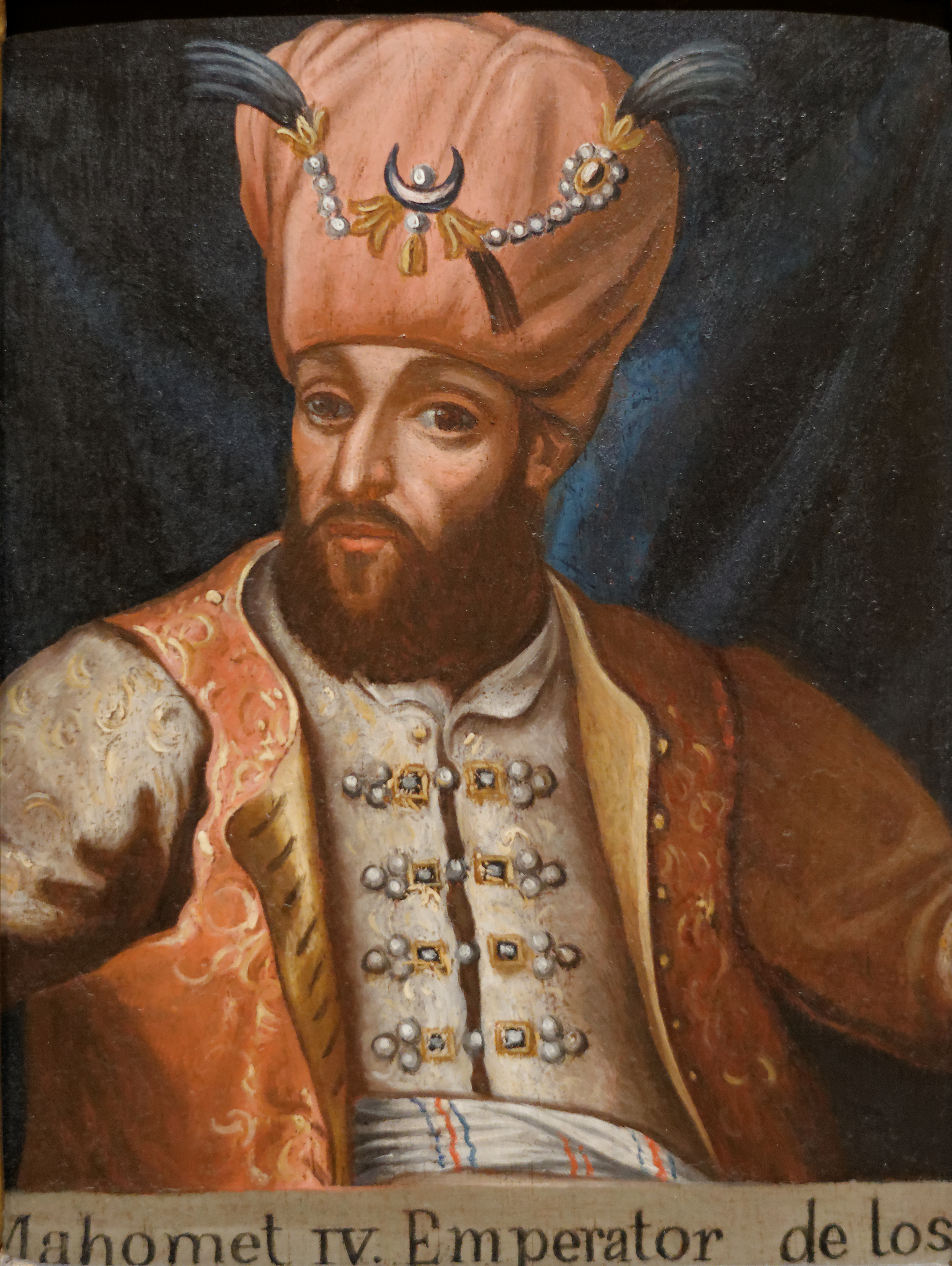
IV. Mehmed szultán
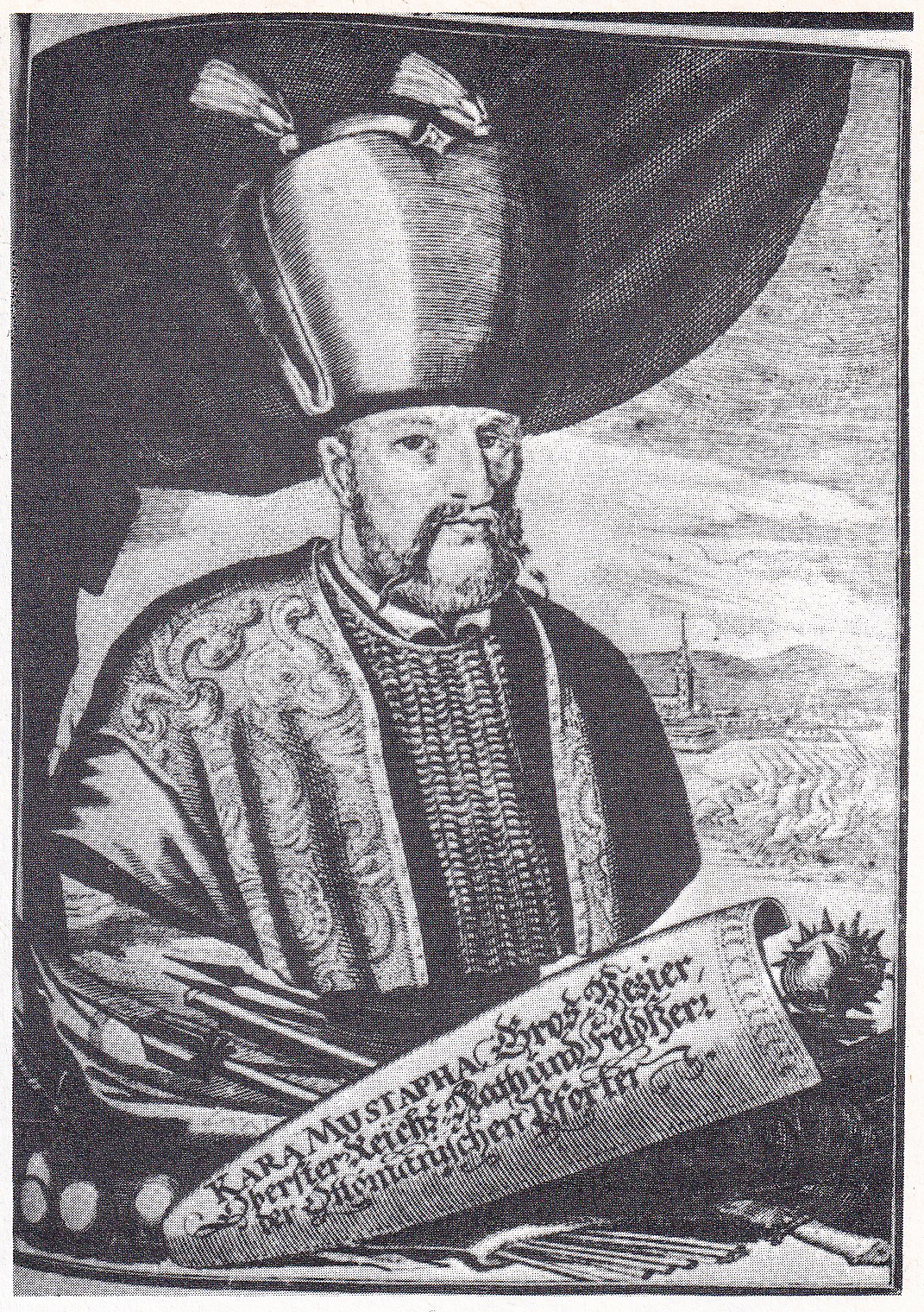
Kara Musztafa pasa
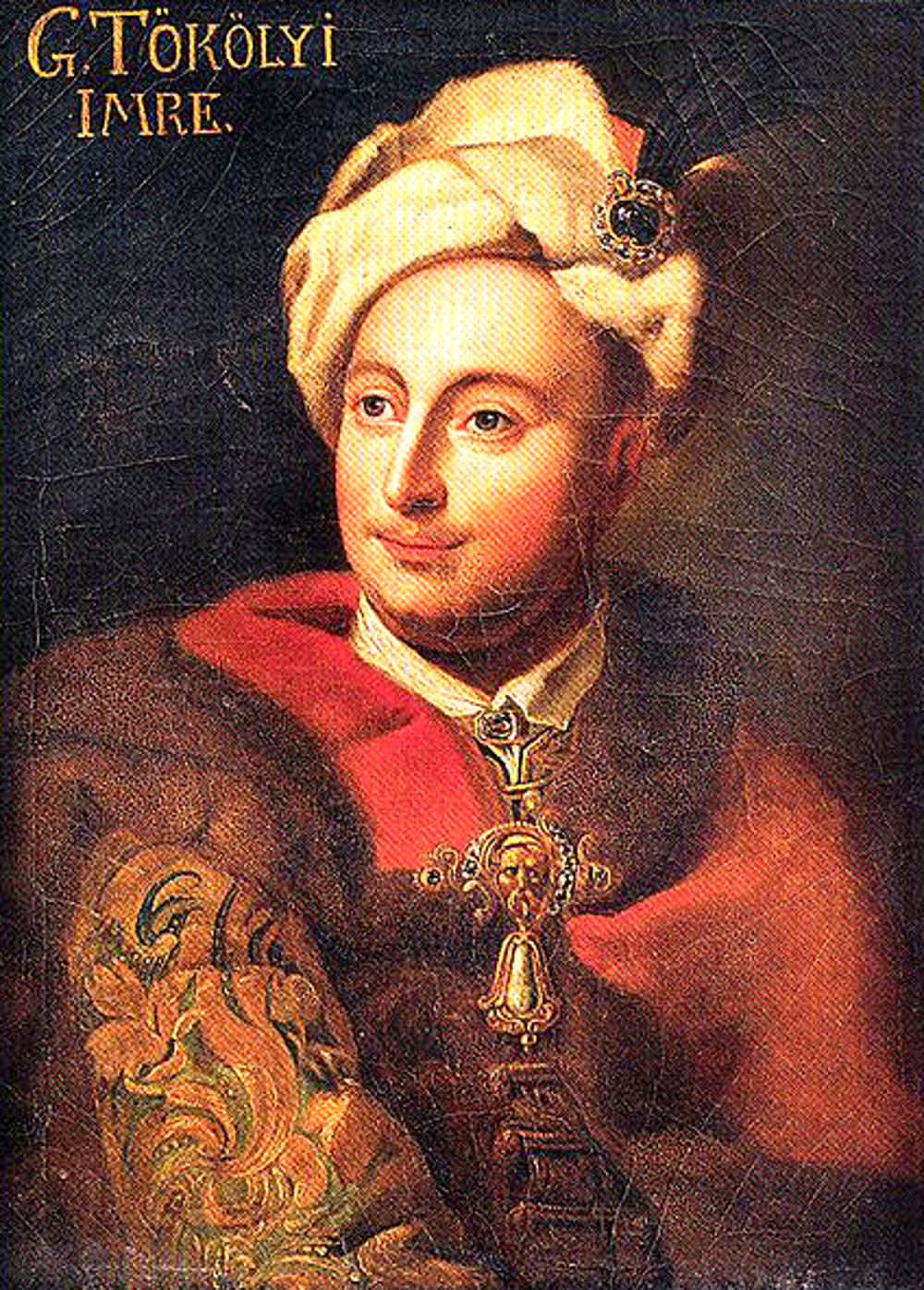
Thököly Imre

A keresztény szövetség vezetői- I. Lipót császár

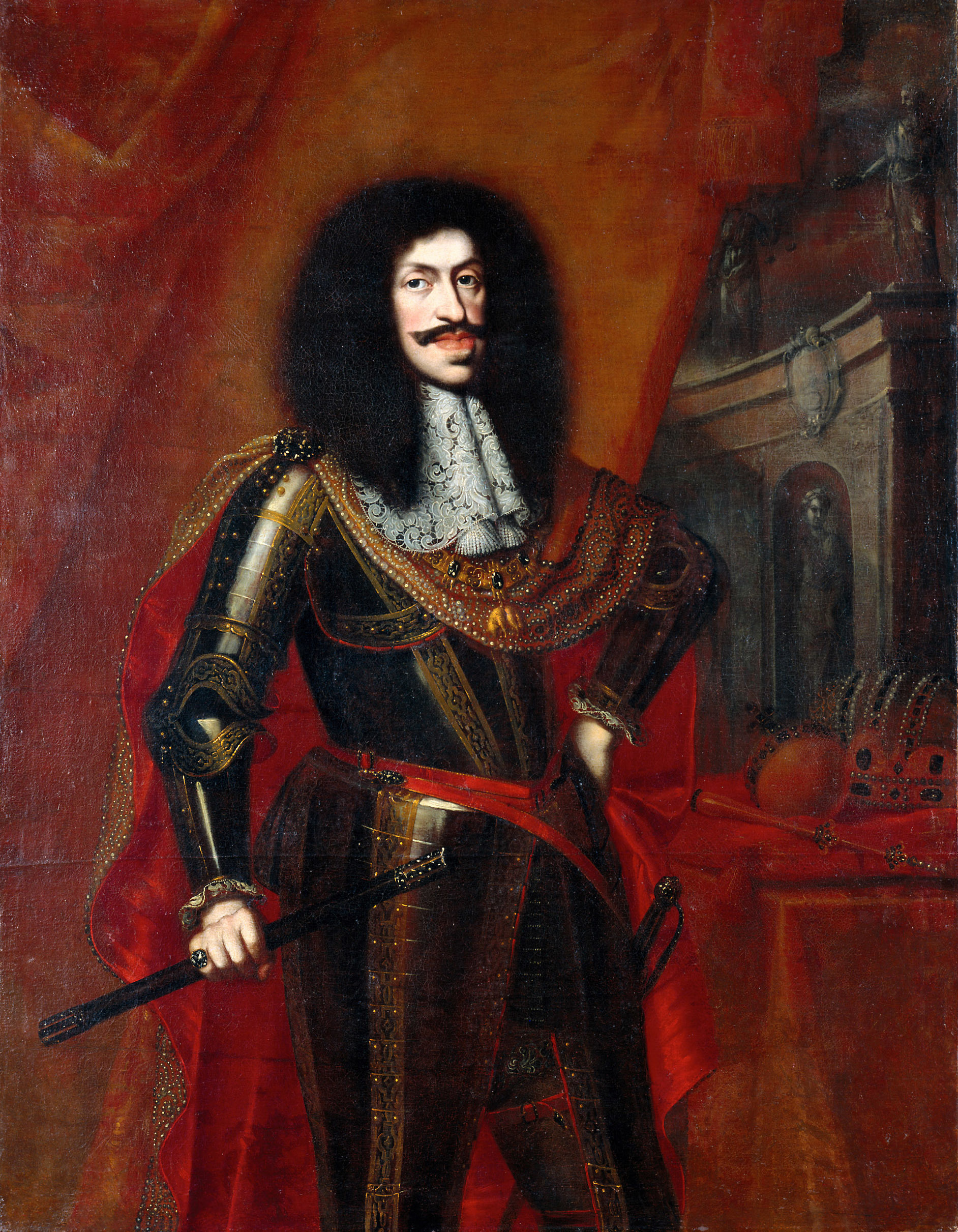
I. Lipót császár
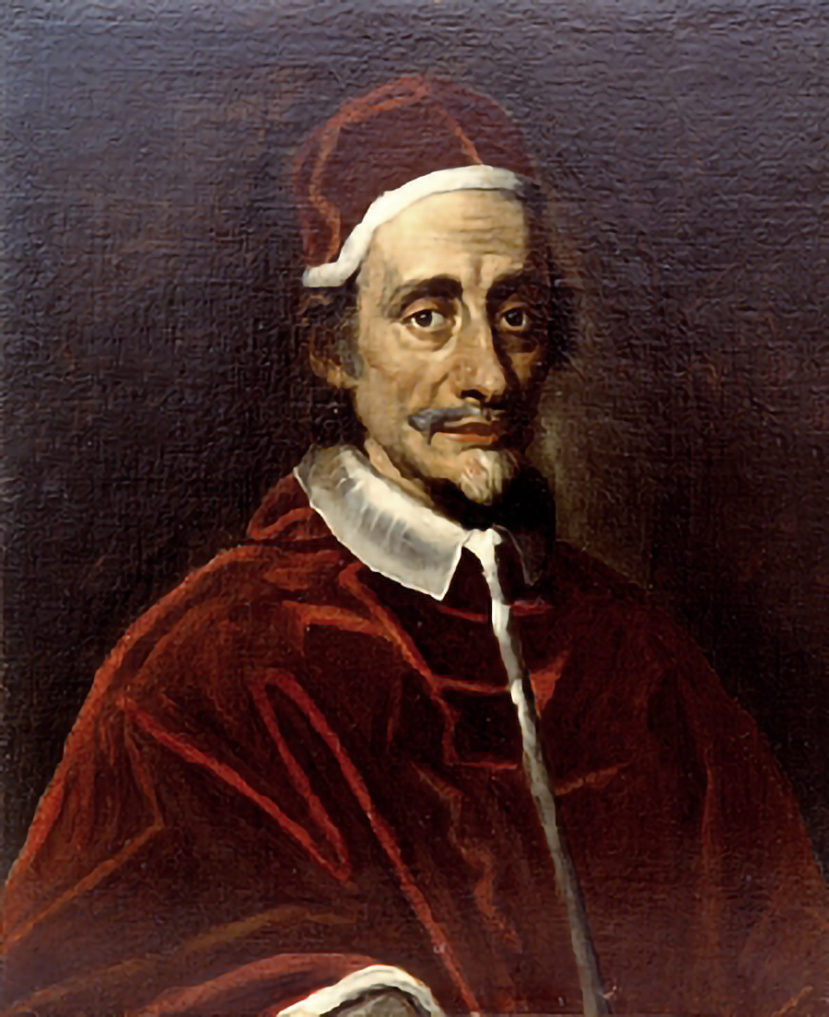
XI. Ince pápa
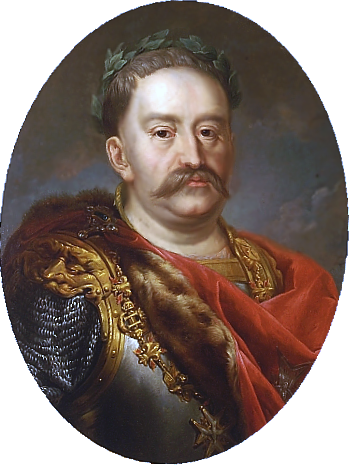
Sobieski János
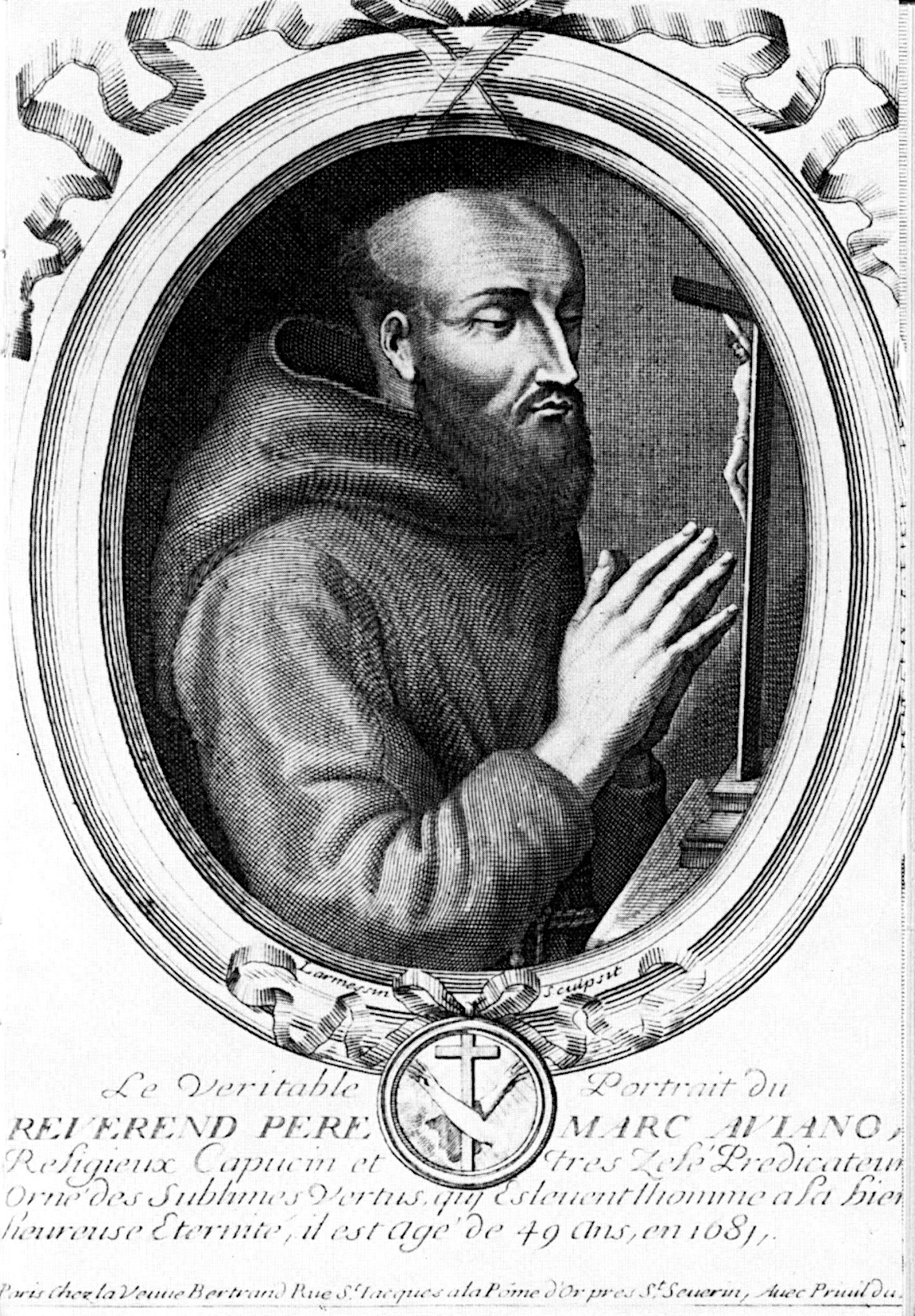
Marco d’Aviano
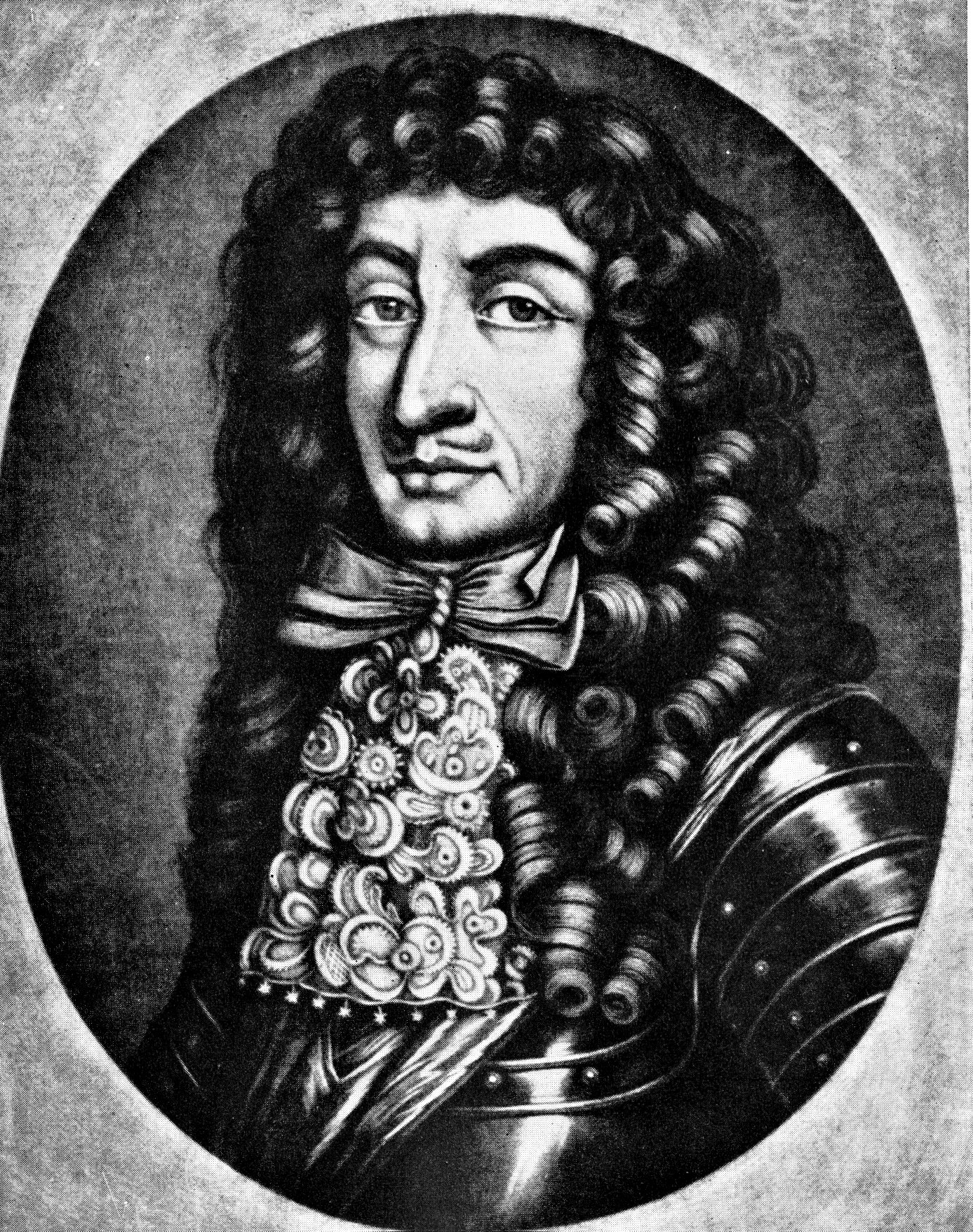
Starhemberg gróf

## Az ostromot megelőző események

### Az oszmán haderő átvonulása a Dunántúlon
Május 3-án a szultán haderő Belgrádba ért, és egyesült az itt gyülekező csapatokkal. Mehmed szultán Kara Musztafa pasa nagyvezírre ruházta a főparancsnokságot. Lotaringiai Károly herceg osztrák csapatokkal ostrom alá vette Érsekújvárt, hogy megpróbálja a Duna bal partja felé téríteni az oszmánokat, de hamarosan, június 9-én félbehagyta az ostromot és visszavonult Győr felé. Június 13-án az oszmán csapatok átkeltek az eszéki hídon. A híd nem bírta el a nehéz hadfelszerelést, ezért a török utászok új hidat építettek. Székesfehérvárra érve a nagyvezír ismertette vezérkarával, hogy a hadjárat célja Bécs birodalmi székváros bevétele. A szultán – vagy nevében Kara Musztafa nagyvezír – fenyegető hadüzenetet küldött a Német-római Birodalom és a Lengyel–Litván Unió uralkodóinak:

„Mi, Mulla Mohammed, az örökkévaló Isten kegyelméből Babilónia és Judea dicsőséges császára, Kelettől Nyugatig minden égi és földi királyok királya, Arábia és Mauritánia nagykirálya, a hitetlenek keresztre feszített istene sírjának ura és védelmezője, és Jeruzsálem dicsőséggel koronázott királya legfelségesebb szavammal tudatom Véled, római császár és Véled, lengyel király, és minden szolgáitokkal, hogy elhatároztuk, haddal vonulunk országocskáitok ellen.
És velünk vonul tizenhárom király, egymillió és háromszázezer gyalogos és lovas harcossal. Ekkora haddal, amilyent sem Te, császár, sem szolgáid soha még elképzelni sem tudtatok, kegyelem és könyörület nélkül lovaink patkóival tiporjuk szét országocskádat, és azokat tűz és kard prédájául vetjük.
Ezért megparancsoljuk Neked, várj reánk székvárosodban, Bécsben, hogy ott fejedet vehessük, ahogyan a Tiédet is, Lengyelföld királyocskája. Minden szolgáitokkal együtt elpusztítunk Téged és minden istenteremtményét, amíg az utolsó hitetlent el nem töröltük a föld színéről. Kicsit és nagyot a legszörnyűbb kínoknak vetünk alá, aztán a legszégyenteljesebb halállal elpusztítjuk. Nevetséges birodalmadban én fogok uralkodni és eltörlöm a föld színéről egész népedet. Jól véssétek eszetekbe.
Téged és Lengyelföld királyát addig hagyunk életben, amíg magatok is meggyőződtök arról, hogy minden úgy történt, ahogyan ígértem. Íratott fő- és székvárosunkban, Sztambulban, életem negyvenedik és mindenható uralkodásom huszonnyolcadik esztendejében. Mohammed. ”

–  IV. Mehmed (Mohammed) szultán levele I. Lipót császárhoz és Sobieski János lengyel királyhoz, 1683. 

Bécs városparancsnoka, Ernst Rüdiger von Starhemberg gróf, táborszernagy felkészült az ostromra, kijavíttatta a városfalakat, készleteket halmozott fel, kijelölte a katonák és a lakosság feladatait. Tata, Veszprém és Pápa behódoltak az oszmánoknak, a Duna északi partján Nyitrát a szultán szövetségese, Thököly Imre csapatai foglalták el, akik Pozsony elfoglalására készültek.[forrás?]
Július 1-jén az oszmán haderő Győr alá érkezett. Lotaringiai Károly megerősített helyőrséget hagyott Győrben azzal a feladattal, hogy késleltesse az ellenség mozgását és őrölje fel erejét. Maga Lotaringiai Károly csapataival Bécs felé vonult vissza, nyomában a gyorsan közeledő oszmán haderővel. A törökök már július 4-én átlépték Ausztria határát.

### Csata Petronellnél
Három nappal később, július 7-én Bécstől 40 km-re, a Duna déli partján, Petronellnél került sor az első komoly összecsapásra a Bécs felé hátráló Lotaringiai Károly és az oszmán előhadak között. A krími tatár lovasság 40 000 főnyi kontingense a mai Scharndorf falu táján utolérte a visszavonuló császári dragonyosokat. Kezdeti zavar után Lotaringiai Károly hadrendbe tudta állítani csapatait és támadást indított. A jobbszárnyra Sachsen-Lauenburg, Taaffe und Rabatta tábornokokat, a balszárnyra Badeni Lajos őrgrófot, Mercy tábornokot és Pálffy János Károly (1645–1694) vértes ezredét állította. (Ebben szolgált Pálffy ezredes unokaöccse, Pálffy János, a későbbi nádor). Az összecsapásban 200 tatárt öltek meg, a többi elmenekült. A császáriak 60 embert vesztettek, köztük az ifjú Aremberg herceget és Louis-Jules de Savoie-Carignan (1660–1683) ezredest, Savoyai Jenő herceg testvérbátyját.
Július 7-én, a csata napján Lipót császár és családja elmenekült Bécsből. A Duna mentén nyugat felé mentek, Korneuburgon, Melken és Linzen át Passau felé. A császár távozásának gyakorlati politikai okai is voltak, a Német-római Birodalomtól felmentő hadseregeket kellett kérnie. A császári udvarral együtt 80 000 lakos is elhagyta a fővárost.[forrás?]

### Felkészülés a védelemre
Ernst Rüdiger von Starhemberg gróf táborszernagy, a város parancsnoka bevezette az ostromállapotot. A Haditanács a rendelkezésére álló összes császári csapatot riadóztatta és Bécstől északra, a Duna bal partjára rendelte őket, Lotaringiai Károly parancsnoksága alá. Leslie gróf táborszernagy gyalogságát is a Csallóközből erőltetett menetben Bécsbe rendelték. Néhány nappal később Lotaringiai Károly herceg csapatai Schwechat felől bevonultak Bécsbe, Leopoldstadt és Tabor elővárosokban táboroztak le. Az elővárosok lakóit felszólították, minden használható készletet, főképpen élelmiszert szállítsanak be Bécs falai mögé.[forrás?]
Július 12-én Bécs elővárosait, elsősorban a Landstrasse és Alsergrund (a mai 3. és 9. kerületek) területét Starhemberg parancsára felgyújtották. A leégett romok még mindig fedezéket nyújthattak a támadóknak, de a terep letarolására már nem maradt idő. A város lakosságát és a diákságot lajstromba vették és felfegyverezték. A stájerországi Steyrből vízi úton tüzérségi lőszerszállítmányok érkeztek (24-fontos ágyúgolyók).[forrás?]
Kollonich Lipót bíborost, Bécsújhely püspökét, a magyar királyi kamara elnökét, aki az 1650-es években a Máltai lovagrend tagjaként harcolt Kandia hosszú ostromában, megbízták a menekültek sorsának kezelésével. Kollonich emellett jelentős pénzbeli támogatást, 600 000 guldent hajtott fel erélyes módszerekkel. (Például elkobozta és beolvasztotta az esztergomi érsekség pénztárát, kincstárát, beolvasztotta a nemesfém kegytárgyakat). Az ostrom során szüleiket vesztett árvákat mailbergi kastélyában összegyűjtötte, és több hadikórházat építtetett.[forrás?]

### Török prédálások a magyar–osztrák határvidéken
A Bécsből dél felé, Bécsújhelyre vezető utakat a tatár előőrsök már a petronelli csata idején elvágták. Július 9-én az oszmánok ostrom alá vették Hainburgot. A várost három nap múlva, 11-én a törökök bevették, felégették, lakosságát lemészárolták vagy elhurcolták. A következő napokban hasonló sorsra jutott Baden, Schwechat, Inzersdorfot, Perchtoldsdorf és Favoriten lakossága. Az elfoglalt Mödling lakossága a St. Othmar templomba menekült, ott mészárolták le őket. A Lajta-menti Bruck, Kismarton és Sopron megadták magukat. Ezekre a városokra a törökök sarcot vetett ki, gabonát és lisztet kellett szállítaniuk a Bécs alatt felvert oszmán táborba. Július 14-én a török portyázók kifosztották és felégették a Bécstől nyugatra fekvő heiligenkreuzi apátságot.

### A város körülzárása

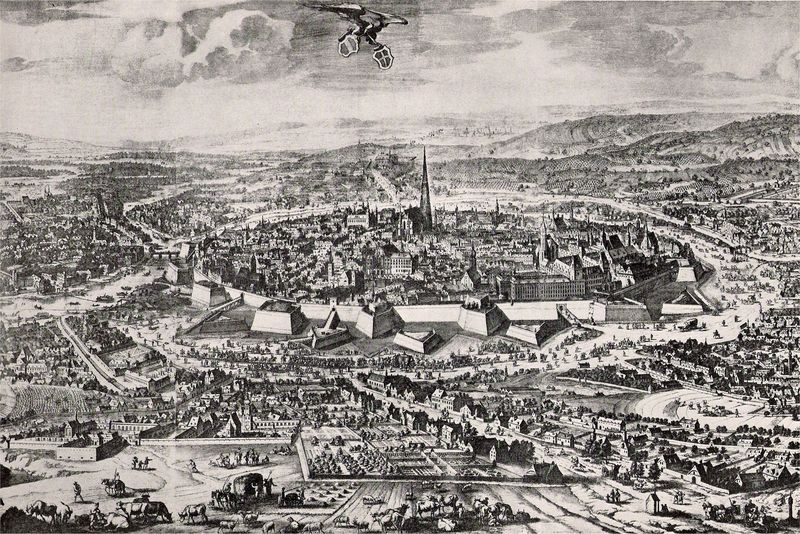
Bécs erődítményei a az ostrom előtt, északnyugat felől nézve (Folbert van Alten-Allen rézkarca)

Július 14-én az oszmán főerő Bécs alá érkezett. A várost északról, nyugatról és délről körülzárták. Kara Musztafa nagyvezír díszes vezéri sátrát a bécsi városfalaktól délnyugati irányban fekvő mezőn, katonai gyakorlótéren, a Schmelz-mezőn állította fel (ma Rudolfsheim-Fünfhaus városrész, Bécs 15. kerületében). A követendő haditervről vita alakult ki. Az oszmán haderőhöz beosztott francia királyi utásztisztek a városfal legdélebbi pontja, a Karintiai-sánc (Kärntnerschanze) elleni támadást javasolták, a Wien folyó közelében. Másfél évszázaddal korábban, Bécs első ostromakor az oszmánok ezt a szakaszt támadták, de sikertelenül.

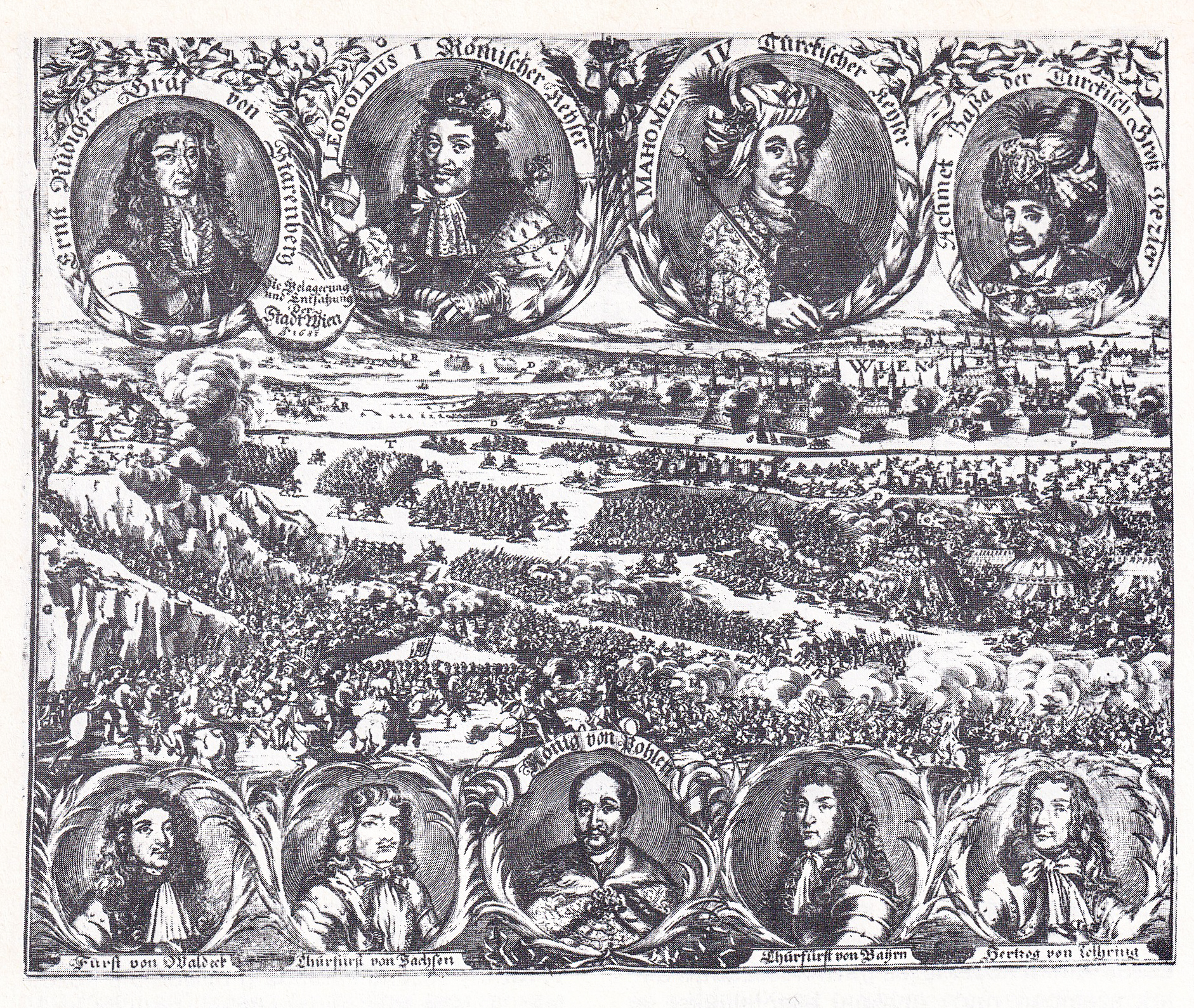
A csata és résztvevői korabeli metszeten

Velük szemben foglalt állást Ahmed bej renegát hadmérnök, kiugrott kapucinus szerzetes, Kara Musztafa tanácsadója, aki 1682-ben török szolgálatban, Thököly Imre követségének tagjaként járt Bécsben, és kikémlelte a város védműveit. Ahmed bej délnyugat felől, a Burg-bástya és Löwel-bástya közötti szakasz elleni támadást ajánlotta. Georg Rimpler azonban éppen ezt a szakaszt építette át és erősítette meg 1682-83-ban. Kara Musztafa az utóbbi tervet fogadta el. Kijelölte a tüzérségi ütegek helyét, és parancsot adott az ostromművek építésére. Levélben szólította fel a városparancsnokot a kapitulációra és a város átadására. Starhemberg visszautasította a megadást. Remélte, hogy 11 000 katonából és 5000 felfegyverzett polgárból álló védőseregével kitarthat mindaddig, amíg a felmentő sereg megérkezik.
Az ostromlott falszakasz bal szárnyát (a védők jobbján) a Löwel-bástya képezte, ide a nagyvezír a janicsárhadtestet állította, Ahmed pasa parancsnoksága alatt. A középső szakaszon, a a ravelinnel szemben a ruméliai csapatok álltak fel. A jobb szárnyon (a védők balján), a Burg-bástya előtt Kara Mehmed pasa és Abaza Szári Hüszejn pasa csapatai álltak. Az oszmán tüzérség megkezdte a város lövetését.[forrás?]

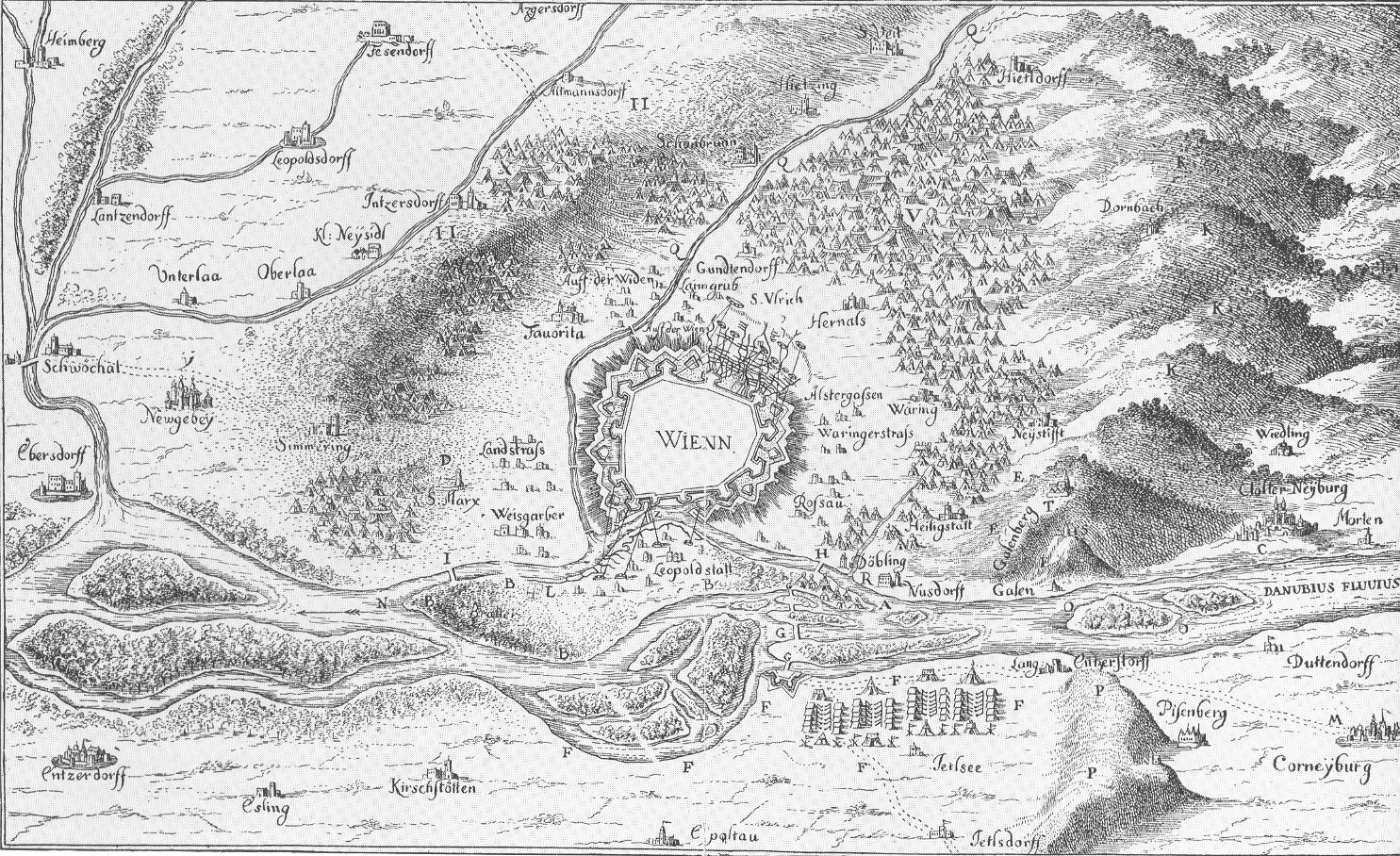
Lotaringiai Károly tábora Bécstől északra, a Duna bal partján, Jedlesee falunál (a képen lent jobbra).
(A térkép állása: fent délnyugat, lent északkelet!)

Az északnyugati oldalon az ostromzár nem volt teljes, Bécs a Duna-csatornán keresztül, a Duna nagy szigetéről – a mai Bécs 2, 20. és 21. kerületei – utánpótlást kaphatott. Július 15-én Hüszejn pasa damaszkuszi beglerbég csapatai több helyen átkeltek a Duna-csatornán, hogy elűzzék a sziget lakosságát és a császári katonaságot. A terep alacsony fekvése lerontotta a császári tüzérség hatékonyságát, ezért Lotaringiai Károly védhetetlennek ítélte a szigetet. Július 16-án lovasságával visszavonult, átkelt a Dunán, és a balparti Jedlesee-ben foglalt állást (ma Bécs 21. kerülete, Floridsdorf része). A Duna szigetét átengedte az oszmánoknak. Az ostromzár teljessé vált. A Duna szigetén fekvő Leopoldstadtot felégették, a Duna-csatorna és a Duna itteni hídjait lerombolták. A Duna szigetét Hizir pasa, boszniai beglerbég csapatai biztosították, ütegeikkel a várost a Duna-csatornán keresztül is lőhették.[forrás?]
Lipót császár követe, Philipp von Thurn gróf július 14-én megérkezett Varsóba és tudatta Sobieski János királlyal, hogy megkezdődött Bécs ostroma. Sobieski jelezte, sereget gyűjt és legidősebb fiával, Jakab Lajos Henrik herceggel együtt, 50 000 katona élén július vége előtt megindul.[forrás?]
Az oszmán tüzérség már a megérkezés napján lőni kezdte a várost. Több helyen tűz ütött ki. A pánikba esett lakosság meglincselt néhány embert, akiket gyújtogatóknak hittek. Starhemberg tábornok parancsot adott a tűzfigyelés és tűzoltás megszervezésére. Egy századot elkülönített tűzoltásra. A Burg és az Augusztinus templom között állt színház fából épült, tűzveszélyes épületét lebontották. Néhány nappal később, július 19-én egy gyújtólövedék komoly tüzet okozott, de a tűzoltó század sikeresen lokalizálta.[forrás?]
Július 17-én oszmán csapatok megkísérelték rohammal bevenni Klosterneuburg városát. A Bécstől északra, a Duna jobb partján, a Bécsi-erdő keletre kifutó lejtői alatt fekvő város kulcspozíciót foglalt el. Bécstől a Kahlenberg és a Leopoldsberg hegyei választottak el. Birtoklása mindkét fél számára életfontosságú volt. Ha az oszmánok elfoglalják, elreteszelhetik a nyugat felől várt felmentő sereg útját. Az Ágoston-rendi apátság papjai már elmenekültek Passauba, Klosterneuburg védelmét Marcelinus Ortner laikus testvér, a kanonoki kamara írnoka irányította. A törökök felperzselték az alsóvárost, de az erődített apátság, Ortner intézkedései nyomán ellenállt az ostromnak, a támadás kudarcot vallott. Két nappal később, július 19-én Klosterneuburg védői újabb oszmán támadást hárítottak el.
Július 18-án a bécsiek futárt küldtek a Jedlesee-ben állomásozó császári csapatokhoz, de az oszmánok elfogták. A fogoly vallatása során a törökök információt szereztek a városi védősereg erejéről. Július 20-ára virradó éjszaka egy császári vérteskatona bejutott a városba, és átadta Starhemberg tábornoknak Lotaringiai Károly levelét. Még azon az éjszakán visszaindult, de ezúttal elfogták, a rejtjelezett válaszlevél a nagyvezír kezére jutott.[forrás?]
Július 19-én az oszmán táborba érkezett Ali aga, Mehmed szultán kincstárnoka. Közölte a nagyvezírrel, hogy a szultánt megdöbbentette a Bécs megtámadását elhatározó döntés. A szultán hadparancsa nem Bécs megostromlását írta elő, hanem azt, hogy a hadjárat segítse Thököly magyarországi hadműveleteit, biztosítsa Érsekújvárt (Neuhäusl) és vegyen be fontos nyugat-magyarországi erősségeket. A kincstárnok megnyugtatásra a nagyvezír fényes katonai sikereket ígért, és ennek érdekében nyomást gyakorolt harctéri parancsnokaira, de július 30-án Ali aga úgy indult vissza Drinápolyba jelentést tenni a szultánnak, hogy nem tudott ilyenekről beszámolni.[forrás?]
Lipót császár július 17-én érkezett Passauba. Július 23-án befutottak az első bajor segédcsapatok, mintegy 10 000 katona. 27-én Traun gróf visszaérkezett Krakkóból, és átadta Sobieski üzenetét. Úgy számítottak, hogy a lengyel király hadserege augusztus vége előtt Bécs alá érkezhet. Wolff jezsuita atya jelentette a császárnak, hogy III. János György szász választófejedelem 10 000 katonával indul még ebben a hónapban. Néhány nap múlva megjött Sobieski üzenete, hogy még augusztus 20-a előtt Bécs alá érkezik. A lengyel királyi sereg Habsburg birodalmi területen, Szilézián és Morvaországon át szándékozik vonulni.[forrás?]

### A szemben álló felek tüzérsége

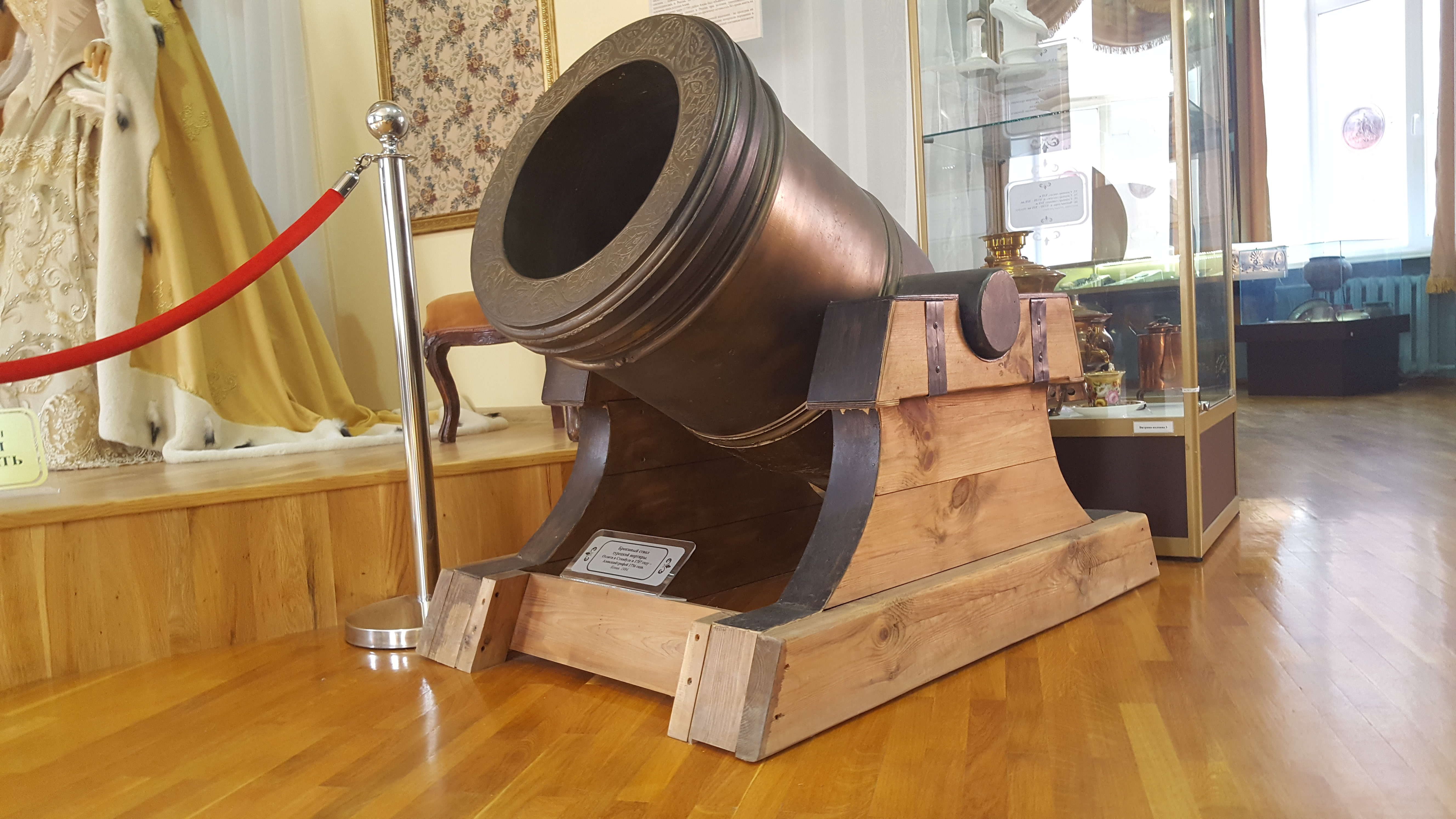
Korabeli török mozsárágyú (azovi múzeum)

A bécsi erőd védői a városi fegyvertárból 130 kártányt (rövid csövű tábori löveget, 40 kilós golyók kilövésére), és 11 csatakígyót (sugárágyút, 5 kilós golyók kilövésére) tudtak kiállítani.
Az oszmán haderő 50 nehéz ostromágyút (németül: Scharfmetze; törökül: Balyemez, 13–40 kilós golyók kilövésére), kb. 20 db messzehordó csatakígyót (kolubrina, 4–11 kilós golyókra), 5 db bombavető mozsárágyút (bombarda, havan) és 120 középnehéz faltörő baziliszkuszlöveget (sahi) vonultatott fel. Nagyobb ágyúkat Kara Musztafa nem hozott magával annak ellenére, hogy a török kézen lévő magyar várakból bőségesen vehetett volna.
A szeptember 7-8. között felvonuló keresztény felmentő seregek (lengyelek, császáriak, bajorok, szászok és a birodalom délnyugati fejedelemségeinek csapatai) összesen 152 kártányt vittek magukkal és vetettek harcba.[forrás?]

## Az ostrom

### Hadi események július második felében
Az ostromlók azonnal hozzákezdtek a bástyák előtti szabad téren (a glacis-on) át vezető ostromárkok ásásához. Velük szemben a védők is futóárkokat ástak. Az ostromlók munkájának megzavarására a bécsiek már másnap, július 15-én többször is kicsaptak a török árkokban dolgozókra, akiket folyamatosan tűz alatt tartottak a falakról is. Ennek ellenére a törökök három napon belül rohamtávolságra közelítették a bécsi sáncokat.[forrás?]
Közben a várárokban a védők dolgoztak sietve. Az árok aljába egy mélyebb csapdaárkot (cunette) húztak, amely leért a talajvíz szintjéig. Mellé az árokba még három fedett átjárót (caponnière) építettek, a városfalak (cortinafalak) elé egy alacsony elővédsáncot (Niederwall / fausse braye) emeltek, a Löwel-bástya bal és jobb oldalára még egy harmadik védővonalat létesítettek. A várárkot keresztfalakkal és palánkokkal (paliszáddal) szabdalták, hogy a védővonalba való betörést azonnal lokalizálni lehessen.[forrás?]
Július 18-án Kara Musztafa nagyvezír megszemlélte a török sáncmunkákat. Az oszmán aknászok ráakadtak egy vízvezetékre, amely az elővárosból a városfalak mögé vezetett. Elvágták és saját táborukba vezették. A katonák hangulata kiváló volt, az ostromművek építése jól haladt, az oszmánok már húsz méternyire megközelítették a várárok külső falát, a contrescarpe-ot. A Burg-bástya és a Löwel-bástya élétől, ahol a contrescarpe a legmélyebben benyúlt a glacis mezejébe, már csak hat méterre álltak. Itt már muskétákkal és kézigránátokkal folyt a a harc. Egy oszmán gyújtóbomba felgyújtotta az első palánkfalat, amely leégett.[forrás?]
Július 20-ától az oszmán aknászok a palánksor mindegyik szakasza alá támadó aknákat fúrtak. Július 23-án került sor az első aknarobbantásra a Burg-bástya és a ravelin előtti szakaszon. Ezután az oszmánok megrohanták a palánkot, a védők közelharcban visszaverték őket, mindkét oldalon nagy emberveszteséggel. Bent a városban minden háztulajdonost arra köteleztek, hogy tartson egy személyt, aki a pincében fülel, nem hallja-e ásás vagy vésés zaját.
Július 24-én a rossz idő miatt a védők egy napra fellélegezhettek, de 25-én folytatódott az aknaharc, az oszmánok ezúttal a Löwel-bástya előtt robbantották le a palánksor egy szakaszát. A keletkezett rés betömésére egy csapat védő kitört, az itteni munka során megsebesült Georg Rimpler, a város vezető hadmérnöke. Néhány nap múlva sebfertőzésébe belehalt, testét sok elesetthez hasonlóan a város valamelyik tömegsírjába temették. Augusztus 26-án a bécsiek robbantottak kisebb ellenaknát az ostromlók sáncai alatt.[forrás?]
Július 28-án az oszmánok újabb aknákat robbantottak, ezúttal a ravelin előtt. A várárok külső falának (contrescarpe) egy szakasza a palánkokkal együtt a várárokba omlott. A bécsiek kicsaptak a résen át betörő támadókra, a harcolók fedezték a várárok falát helyreállító társaikat. Mindkét oldalon sokan elestek.[forrás?]
Július 30-án a Burg-bástya előtt az oszmánok és a bécsiek is robbantottak egy-egy aknát. Megsérült a contrescarpe fedett folyosója. Oszmán támadás és bécsi ellentámadás következett, a védők a várárokból a közben helyreállított fedett átjárókba vonultak vissza. A Burg előtti elősáncnál, a ravelinnél az oszmánok a védőpalánkokig törtek előre. A Löwel-bástya előtti futóárkokon át a törökök 30 ágyút vittek állásba, ezekkel július 31-én szétlőtték a Löwel-bástya peremén húzódó lövegtornyot, a cavalier-t. A védők az épségben maradt ágyúik részére lőréseket véstek a cavalier falába. A bástya mellvédjének egy részét lebontották, hogy az ostromárkokban beásott ellenségre jobb kilövésük legyen. Támadók és védők lövészárkai olyan közel jutottak egymáshoz, hogy véres közelharc alakult ki.

### Hadi események augusztusban

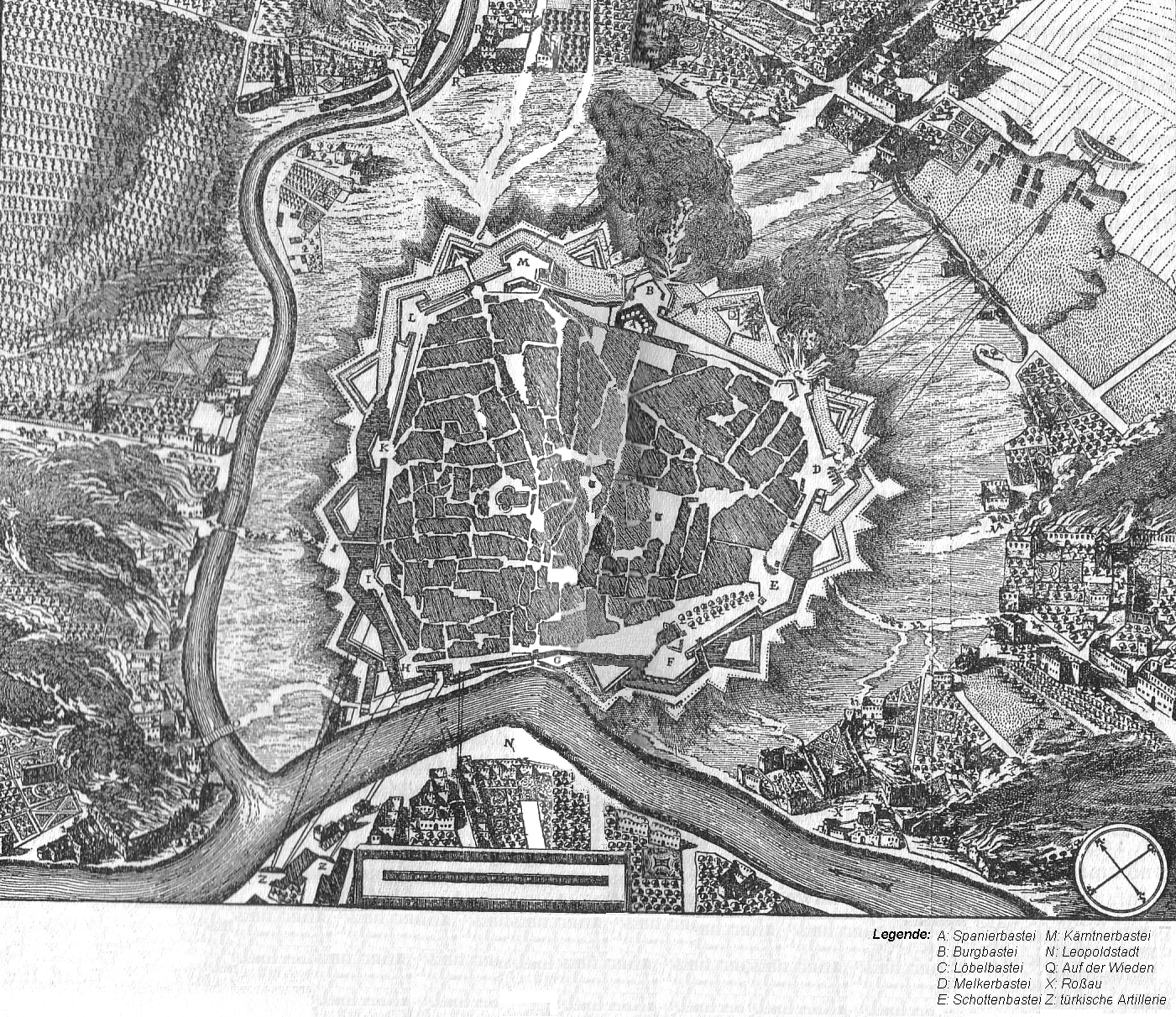
Az ostromlott Bécs: balra a Wien folyó, alul a Duna-csatorna.
(A térkép állása: fent délnyugat, lent északkelet!)

Augusztus 1-jén, a vasárnapi mise idején az oszmán tüzérség tűz alá vette a Stephansdomot. Néhány nappal később belövések érték a kapucinusok templomát is, melynek tetőszerkezete beomlott.[forrás?]
Ugyanezen a napon a város vezetése befagyasztotta az élelmiszerárakat. A rendelkezésnek nem sok foganatja volt, a következő másfél hónapban szinte mindennap újra ki kellett hirdetni, egyre szigorítva és kiterjesztve az orvosságokra és a legfontosabb napi szükségletek termékeire. Szabályozták a szaporodó számú holttest elhelyezését is. A ostrom előrehaladtával az ellátási és a közegészségügyi helyzet súlyosbodott, a feketepiac virágzott, hiába fenyegették a rendelet megszegőit egyre súlyosabb büntetésekkel.[forrás?]

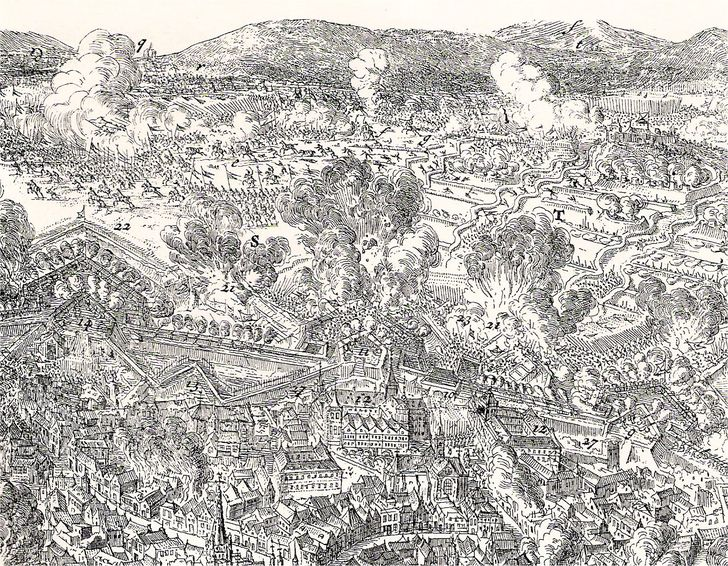
A török ostromárkok a Stephansdomból (nyugati irányba) nézve

Az aknaháború új szakaszába lépett, a támadók a palánkokon és a contreescarpe-on át a várárok felé törtek. Augusztus 1-jén az oszmán aknászok bedöntötték a várárok külső falát, a contrescarpe-ot. A rákövetkező napon bevették a Löwel-bástya előtti palánkot. Éjjel a bécsiek aknát robbantottak a ravelin előtti török futóárkok alatt. Augusztus 3-án a védők újabb aknát robbantottak a ravelin előtt, de célját nem érte el, a törökök éjjel rohamot indítottak és kivetették a védőket a contrescarpe fedett átjárójáról. A védők a várárokba szorultak vissza.[forrás?]

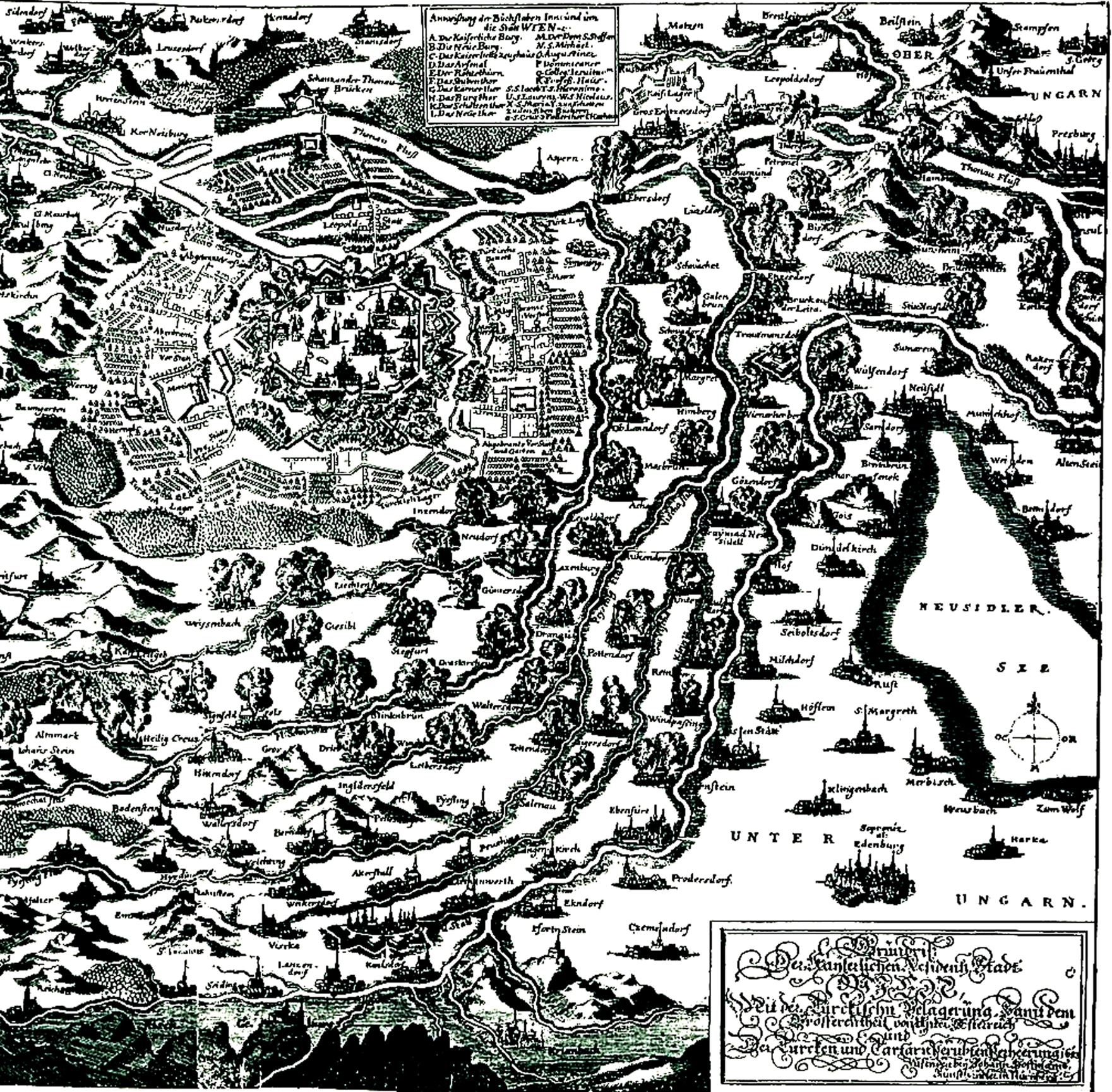
Felgyújtott falvak Bécs körül (korabeli rajz)

Augusztus 3-án az oszmán portyázók kirabolták és felprédálták Pottendorf, Ebreichsdorf és a Lajta-menti Götzendorf községeket, a lakosságot leölték vagy elhurcolták. Ugyanezen a napon Kara Musztafa leváltotta az ostromló jobbszárny ezredesi (alaybey) rangú irányítóját, mert az ostrom haladását lassúnak ítélte. A fegyvertár parancsnoka bírálni merészelte a nagyvezírt, az ő helyére is másik tiszt került.[forrás?]
Augusztus 5-én a Burg-bástyánál a bécsiek aknája rossz irányba robbant, romba döntötte az árok falában futó fedett út nagyrészét, de a janicsárok bekövetkező rohamát ismét sikerült elhárítani.

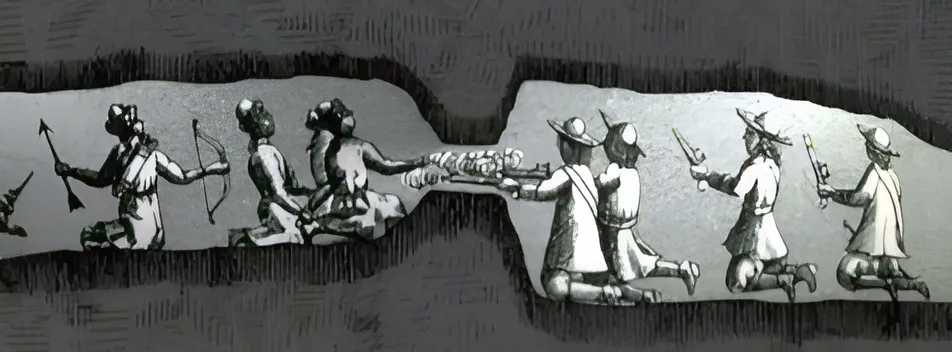
Harc a föld alatt (korabeli rajz)

Az oszmánok a Löwel-bástya és a ravelin előtt alagutat ástak a várárokhoz. Augusztus 6-án este betörtek a várárokba. Az aknaharc a várárokban folytatódott tovább. Starhemberg tábornok válogatott különítmény élén személyesen vezette az ellentámadást. Súlyos veszteségek estek mindkét oldalon. Másnap reggel az oszmánok újabb rohamot indítottak az alagúton át a várárokba, fedezékeket építettek és a ravelin felé kezdtek fúrni. Hamarosan aknát robbantottak a várárokban a Löwel-bástya és a ravelin között. A kirobbantott földből újabb sáncokat építettek. A védők ágyútüzet zúdítottak az alagútra, amely a Burg-bástyánál beomlott, harminc törököt maga alá temetve. Augusztus 8-án az első janicsárok rohammal eljutottak a városfalig. Másnap az oszmánok a Löwel-bástya előtt robbantottak, megnyitottak az alagutat a várárok felé, ahová immár szilárdan befészkelték magukat.[forrás?]
Augusztus 8-án a városi polgárőrség elfogott egy 15 éves fiút kémkedés gyanújával. Mindent tagadott, de a kémektől rettegő városi lakosság megnyugtatására augusztus 27-én lefejezték. Augusztus elején a városban vérhasjárvány tört ki, 11-én maga Starhemberg táborszernagy is megbetegedett, de erős szervezete kiállta a betegséget és 20-ára ismét lábra állt.[forrás?]
Augusztus elejétől Bécs környékén számtalan kisebb-nagyobb összecsapás zajlott egyfelől a török–tatár portyázók és magyar felkelő csoportok, másfelől a császári felderítők és lengyel lovas segédcsapatok között. Passauban ez a hónap a felmentő csapatokra való várakozással telt. Augusztus 9–11 között a császár lázas betegen feküdt, közelebbről nem ismert fertőzés következtében.[forrás?]
Augusztus 8-án Passauba érkezett Savoyai Jenő, Carignan hercegének fia, aki még július 26-án titokban hagyta el Franciaországot, miután hírt kapott, hogy testvérbátyja, az osztrák hadseregben szolgáló Louis-Jules de Savoie-Carignan ezredes elesett Petronellnél. Jenő herceg tájékoztatta a császárt, hogy XIV. Lajos – aki országát semlegesnek deklarálta az újabb Habsburg–török háborúban – megtiltotta tisztjeinek, hogy a pápai felhívást követve a császári haderőhöz csatlakozzanak. Az ellenszegülő tiszteket Lajos lecsukatta. Az idejében átszökött Jenő herceget beosztották egy császári ezredhez. Augusztus 12-én Lajos Antal pfalz-neuburgi herceg, Worms hercegpüspöke érkezett be saját ezredével, augusztus 21-én 8000 frankföldi katona vonult be Passauba.[forrás?]
Augusztus 9-én az oszmán aknászok lerobbantották a ravelin falának hét méternyi darabját. A keletkezett rést a bécsiek kemény munkával betömték. A következő napokban a törökök folyamatosan támadták a Löwel- és a Burg-bástyát. A védőfolyosókat (caponnière) teljesen betemették és aknákkal szétrombolták. A bécsiek kitörtek, hogy lezárják a várárokba vezető ostromalagutakat, de véres veszteségeik ellenére kudarcot vallottak. Az oszmánok lendülete nem hagyott alább, a harc már a második védővonalért folyt.[forrás?]

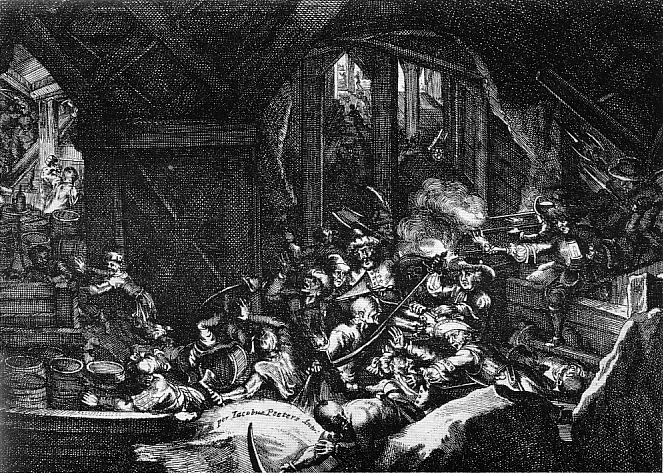
A bécsi védők rajtaütése a Burg-bástya alá fúrt oszmán akna ellen (Jacobus Peeters metszete)

Az oszmán rohamok folytatódtak mindkét bástyánál. Augusztus 12-én a Burg-bástya alatt két török akna robbant, de hatása az ostromlókat sújtotta, a janicsárok támadása meghiúsult. A következő aknát gondosabban helyezték el, a robbanás kettéhasította a ravelint. A rommá vált falszakaszokon a védők újabb védőállásokat építettek arra az esetre, ha a bástya egy részét elfoglalnák az ostromlók.[forrás?]
Augusztus 12-én a Löwel-bástyánál a bécsiek kicsaptak a várárokban beásott janicsárokra, mindenkit megöltek, a fából készült rámpákat, támfákat felgyújtották, aztán visszavonultak a bástyába. A következő napokban a védők több török aknát használhatatlanná tettek ágyúzással vagy ellenakna robbantásával. Tizenkét napba telt, mire az oszmánok az állást újra hatalmukba kerítették. Az ostromló táborban a katonák harci kedve megingott. A következő napokban a várárok több pontján folytak harcok, számottevő eredmény nélkül.[forrás?]
Augusztus 14-én, a szerződésben ígért július végi időponthoz képest több mint két hét késéssel Sobieski János lengyel király megindult főseregével Krakkóból. A késés oka valószínűleg az lehetett, hogy a litvániai csapatok még nem érkeztek be, ám Sobieski végül nélkülük indult meg. Bécs felé vonulva augusztus 22-én haladt át a sziléziai Gleiwitzen, másnap, 23-án a morvaországi Troppau (Opava) városán.[forrás?]
Augusztus 18-án a Burg-bástyánál egy bécsi polgárokból álló önkéntes század kitört, de a törökök megsemmisítették őket. A parancsnokság ezután megtiltotta, hogy kifejezett parancs nélkül bárki kitörést kockáztasson. Augusztus 20-án az oszmánok újabb aknákat robbantottak a Burg-bástya és a ravelin alatt. Két napon át sikertelen rohamok következtek, 22-én a védők kiűzték az oszmánokat a várárokból, de azok rövidesen újra betörtek oda. A harc folyamatossá vált, a robbantások, rohamok, kitörések nyomán nőtt az elesettek száma mindkét oldalon. Esős napok jöttek, a várárok vízzel telt meg, de a harc hevessége nem enyhült.[forrás?]
Augusztus közepétől az ostromló táborban is megjelentek az ellátási problémák. Az ostrom elhúzódása miatt a készletek kimerültek, augusztus végére az oszmán táborban teljesen kifogyott az élelmiszer. A hiány okozói maguk a törökök szövetségesei, a tatárok voltak, akik eddigre már a környék nagy részét felprédálták, de a zsákmányt a legtöbb esetben a maguk hasznára fordították. Ráadásul a tatár kán és a nagyvezír között elég hűvös viszony volt végig az ostrom alatt. Az élelmiszer-utánpótlást Budáról kellett szállítani.[forrás?]
Augusztus 22-én 5000 főnyi csapatával bevonult a táborba az oszmánokkal szövetségben álló I. Apafi Mihály, Erdély fejedelme, aki joggal tartott Thököly Imre sikereitől. Apafi félt, hogy a törökök számára értékes szolgálatokat tett Thököly, aki az 1682-es hadjáratban területeket és tekintélyt szerzett, a Bécs elleni siker esetén megkaphatja a törököktől az Erdélyi Fejedelemséget is. A lavírozó Apafi, aki ismerhette a szultán elítélő véleményét az ostromról, bírálta Kara Musztafának Bécs elfoglalására irányuló haditervét. A nagyvezír erre visszaküldte őt és csapatát Győrbe, a Rába hídjainak őrzésére, így elkerülte az ostromban való aktív részvételt.
Augusztus 24-én Lotaringiai Károly herceg csapataival a Jedlesee melletti táborból a Duna bal (északi) partján felfelé indult (északnyugatnak), a csapatösszevonásra kijelölt Tulln városa felé. Alig 5 km megtétele után, Bisambergnél oszmán csapatok és magyar felkelők állták útjukat, de a császári lovasság megtámadta és szétszórta őket. Ugyanezen a napon, 24-én, a Duna jobb (déli) parton a janicsárok ismét megkísérelték elfoglalni a megerődített  Klosterneuburgot, hogy támaszpontként használhassák a Duna felől várt felmentő hadsereg ellen. Az ostrom három napig tartott, 26-ára a támadókat ezúttal is sikerült visszaverni.
Augusztus 25-én a Német-római Birodalomban toborzott felmentő haderő Lipót császár parancsnoksága alatt a Duna jobb partján lefelé indult. Maga Lipót Passauban hajóra szállt, három nappal később Linzbe érkezett, innen a sereggel együtt indult tovább Bécs felé.[forrás?]
Augusztus 29-én, Keresztelő Szent János napján egy nagy török akna robbanása teljesen romba döntötte a ravelint. Maradványait a bécsiek eltakarították, hogy ne veszélyeztesse a városi tüzérséget. A városparancsnokság utasítására a városfal mentén végig vízzel telt vödröket állítottak a talajra, hogy a víztükör rezgéséből bármilyen föld alatti fúrást, aknamunkát azonnal észlelhessenek.[forrás?]
Augusztus 31-én egy oszmán tüzérségi lövedék betalált egy bécsi hadianyagraktárba a Löwel-bástya mögött. A bekövetkezett robbanás felgyújtott több közeli lőporraktárat is. A város lőporkészlete jelentősen megcsappant. De ugyanezen a napon a védők figyelői látni vélték annak első jeleit, hogy az oszmánok erőátcsoportosítást végeznek, ebből a felmentő sereg közelségére következtettek. A hanyatló remény újjáéledt. Starhemberg minden rendelkezésére álló embert és eszközt a harcvonalba küldött. A végveszélybe került falszakaszon, a Burg-bástya és Löwel-bástya mögötti házakat és utcákat tartalék védővonallá kezdték átépíteni.[forrás?]
Augusztus 31-én Sobieski János király és serege a Dunától északra, Hollabrunn mellett találkozott Lotaringiai Károly herceg reá váró seregével.[forrás?]

### Hadi események szeptember 12-ig

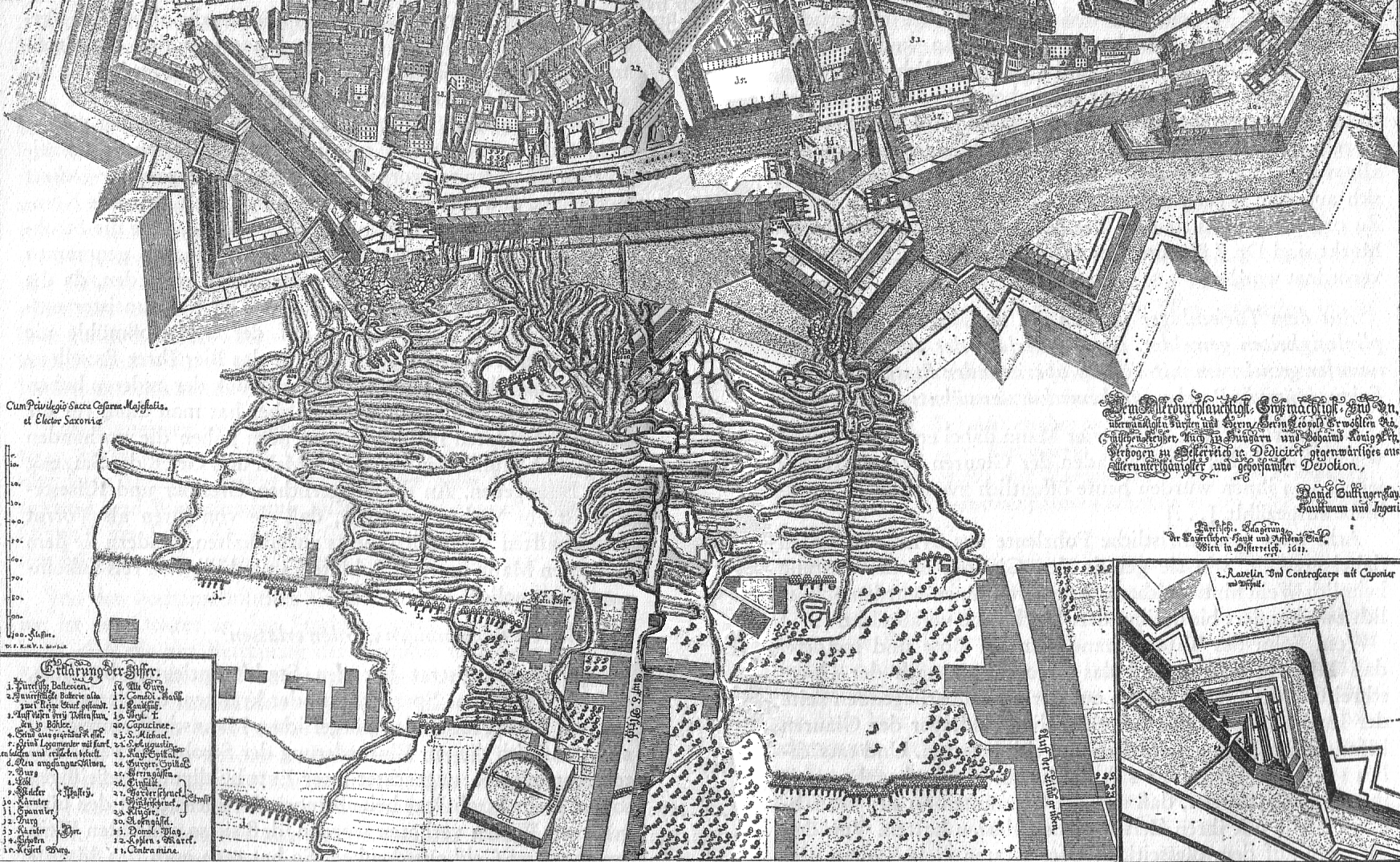
Török futóárkok a falak előtt az ostrom utolsó fázisában
(Daniel Suttinger császári hadmérnök százados rézkarca)

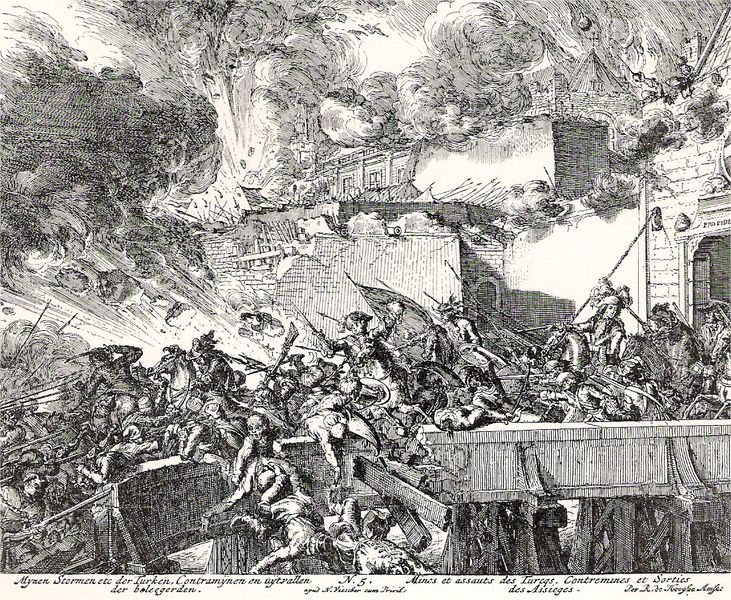
A védők kirohanása
(Roman de Hooghe rajza)

Szeptember 1-jén az oszmánok több aknát fúrtak a Löwel-bástya melletti kortinafal alá. A bécsiek kitörtek, hogy betemessék ezeket, de visszaverték őket. Másnap az oszmánok a Burg-bástyánál robbantottak, és közelebb hatoltak a bástyához. A Löwel-bástyánál aknát fúrtak a védőfal alá, de kitörő bécsiek levágták őket.[forrás?]
Ugyanezen a napon, elsején egy ügyes futár (Georg Michaelowitz) életét kockáztatva bejutott a városba. Üzenetet hozott Lotaringiai Károlytól: a felmentő sereg úton van, néhány nap múlva ideérhet. A futárt Starhemberg azonnal visszaindította azzal a sürgető kéréssel, hogy a város végveszélybe jutott, a védők erejük végére értek, a császár azonnal küldje a segítséget. A tábornok (a városi pénztárnok tiltakozása ellenére) 200 dukát jutalmat adatott a futárnak előre.[forrás?]
Szeptember elejére mind az ostromló táborban, mind az ostromlott városban kifogyott az élelmiszer. A kifosztott, felégetett vidék már nem biztosította a nagy létszámú oszmán katonaság élelmezését, a bécsi védők pedig felélték a lóállományt, illetve minden elképzelhető állatot (még patkányokat) is élelmezésre fordítottak. Szeptember 3-án a védők az északnyugati Skót-kapun (Schottentor) át több sikeres kitörést hajtottak végre, az oszmán vonalak mögül ökröket és lovakat hajtottak be a városba, átmenetileg enyhítve az élelmiszerhiányt. Éjszaka a Stephansdom tornyából 30 világító petárdát lőttek fel, a város válságos helyzetének jelzésére, azonnali segítséget sürgetve. Másnap éjjel már 100-at, a következő napokban már olyan sokat, hogy felhagytak a számlálással.[forrás?]
Szeptember 3-án a törökök a Burg-bástya sarka alatt robbantottak, a fal megsérült, a rést rohamozókra kitörő bécsieket véres harcban visszaverték. Starhemberg úgy döntött, feladja az árok rommá lett védműveit, a ravelint, a conterescarpe-ot és a védett átjárókat (caponnière). Az ostromlók árkai már három méterre jutottak a városfal alapjához, aknák és ellenaknák egymásra robbantása kölcsönös mészárlásba torkollott.[forrás?]
Szeptember 4-én Tulln mellett, Stetteldorf községben, a Juliusburg kastélyban haditanácsot tartottak, amelyen Sobieski János király elnökölt. Lotaringiai Károllyal közösen meghatározták a felmentő sereg további útvonalát és a hadművelet tervét. A két hadvezér között vita támadt, mert Sobieski ragaszkodott az egyesített seregek vezetéséhez, hivatkozva arra, hogy Lipót császár szerződésileg neki engedte át a főparancsnokságot. Kitűnt, hogy a császár Károly herceget tekinti a had főparancsnokának, és csupán azért tette a gesztust Sobieskinek, hogy rávegye a háborúban való részvételre. A kialakult nézeteltérést Marco d’Aviano pápai legátus lelkes prédikációinak segítségével és diplomatikus közvetítésével sikerült elsimítani, az egyesített seregeket Sobieski vezényelhette tovább.
Szeptember 4-én az oszmán aknászok már a kortinafal alatt robbantottak. Súlyos kárt tettek, de a fal kifelé omlott, ez késleltette az ostromlók rohamát, és időt adott az elszánt védőknek, hogy palánkok építésével elgátolják a rést. A következő oszmán akna nyolc méternyi rést ütött Burg-bástya falában, az oszmánok minden irányból megrohanták a rést. Az első janicsárok feljutották a bástyára. A törmeléklejtő azonban túl meredek volt, a védők pásztázó tűzzel verethették a támadókat. Két órás harc után a támadást visszaverték, a rést spanyollovasokkal és homokzsákokkal elreteszelték. Az akció újabb kétszáz bécsi katona és polgár életébe került, több tiszt is elesett. Éjszaka az egész rést betömték, az új palánkokhoz városi házak lebontásából szereztek építőanyagot. Másnap az oszmánok új rohamot intéztek a romos Löwel-bástya ellen. A védők aknákat robbantottak a bástya alatt gyülekező ellenségre, a kialakuló véres közelharcban ismét elhárították a támadást. Ekkorra Bécs védőinek kétharmada elesett vagy betegségben meghalt. Starhemberg már csak 5000 hadra fogható emberrel rendelkezett.
Szeptember 4-én a bécsi városparancsnok egy másik futárnak 120 dukátot fizetett, hogy segélykérő levelet vigyen a felmentő sereghez. Ő azonban elárulta övéit, átment a nagyvezírhez, aki fontos értesülésekhez jutott a védők kivérzettségéről és a küszöbön álló felmentő hadműveletről, ennek megfelelően csoportosította csapatait és ösztökélte végső erőfeszítésre az ostromló egységeket.[forrás?]
Szeptember 6-án II. Miksa Emánuel bajor választófejedelem megérkezett Linzbe. A frankföldi, szász, bajor és svábföldi kontingensek Kremsnél átkeltek a Duna jobb (déli) partjára, és tovább vonultak Tulln felé.[forrás?]
Ezen a napon, szeptember 6-án Starhemberg tábornok drákói rendszabályokat léptetett életbe Bécsben. Minden férfi lakosnak, aki eddig bármilyen okból felmentést kapott, halálbüntetés terhe mellett azonnal jelentkeznie kellett fegyveres szolgálatra. Szeptember 9-én hosszú betegség után meghalt Johann Andreas von Liebenberg, Bécs város polgármestere.[forrás?]
Szeptember 7-én Tullnnál a lengyel királyi hadsereg is átkelt a Duna jobb partjára. A városban egyesültek a többi seregtesttel, a császáriakkal és a Német-római Birodalomból jött csapatokkal. 30 km-re álltak Bécstől. A tullni híd őrzésére kirendelt tatár egységek nem tudták megzavarni a hídfőállás kialakítását.[forrás?]
Ezen a napon, szeptember 7-én Bécs alatt Kara Musztafa átcsoportosította erőit. A várost még a felmentő haderő érkezése előtt mindenáron el akarta foglalni. Csapatokat helyezett át a felmentő sereggel megvívandó ütközetre. Haditanácson tárgyalták meg a követendő haditervet. Csapatvezéreinek kíséretében a nagyvezír személyesen lovagolt ki a várostól északra és nyugatra fekvő vidékre, hogy lássa, milyen útvonalakon vonulhat fel az ellenség.[forrás?]
Szeptember 8-án az oszmánok elfoglalták a bécsi elővédsáncot (fausse braie/Niederwall), a várfal előtti utolsó védővonalat. A visszafoglalására indított bécsi ellentámadást visszaverték. Aknákat fúrtak a kortinafal és a Löwel-bástya alá, és még aznap több robbantást végeztek. A leomló törmelék feltöltötte a várrákot, de maradék falszakaszokat ismét sikerült megvédelmezni. Az oszmán hadinapló szerint a táborban romlott a katonák harci morálja, a lázadás első jeleit tapasztalták. Ugyanezen a napon, 8-án az oszmánok két német futárt is elfogtak, akik különböző utakon próbáltak becsúszni Bécsbe.[forrás?]
Szeptember 9-én Lipót császár, aki Linzből hajóval ereszkedett Bécs felé, Dürnsteinnél megállt. Nem tartott a csapatokkal, mert megegyezésük értelmében a hadműveletet Sobieski irányította. A császári kontingens parancsnokságát Lotaringiai Károlyra ruházta.[forrás?]
A keresztény szövetség haditanácsának utolsó ülésén Lotaringiai Károly javaslatát fogadták el: a felmentő hadsereg, poggyászát és ellátó egységeit hátrahagyva a Bécsi-erdő útjain keresztül, három oszlopban nyomuljon Bécs felé. Két napon át tartó nehéz vonulás következett. A Bécsi-erdő útjai és ösvényei alkalmatlanok voltak ilyen tömeg átvonulására. A tüzérséget csak keserves erőfeszítéssel tudták vontatni, sok ágyút hátra kellett hagyni. Utánpótlásra nem volt mód, a poggyász hátrahagyása miatt a katonák szükséget szenvedtek élelmiszerben. Ezektől a nehézségektől eltekintve azonban a vonulást más katonai esemény nem akadályozta. Súlyos mulasztásnak bizonyult, hogy Kara Musztafa nagyvezír nem biztosította a Duna hídjait, és lemondott Klosterneuburg elfoglalásáról. A szövetségesek számára döntő jelentésű volt a biztonságos hídfők birtoklása. A törökök elmulasztották a Kahlen-hegység átjáróinak lezárását is.[forrás?]
Szeptember 10-én Bécs védői felkészültek arra, hogy az oszmánok áttörik a városfalat, és a védekezést a városon belül kell folytatni. A Löwel-bástya és a Burg-bástya mögötti utcákban lázas földmunka folyt, házakat bontottak le és építettek át, sáncokat emeltek, palánkokat állítottak, futóárkokat ástak.[forrás?]
Szeptember 12-én a szövetséges haderő a Kahlen-hegység keleti lejtőin haladt lefelé és akadálytalanul kijutott a Bécsi-síkságra, a kahlenbergi csata színhelyére. Az oszmán haderő a Kahlen-hegység és Hütteldorf falu között állt fel, hogy megütközzön velük. Ugyanekkor az aknászok már Bécs városfalainak végső áttörésére készültek, a kortinafal alá két méter mélységben öt nagy aknát fúrtak. A nyugaton kialakuló csatával párhuzamosan folyt az aknák feltöltése puskaporral. A védők nem tudták akadályozni a munkát.[forrás?]

### A felmentő csata

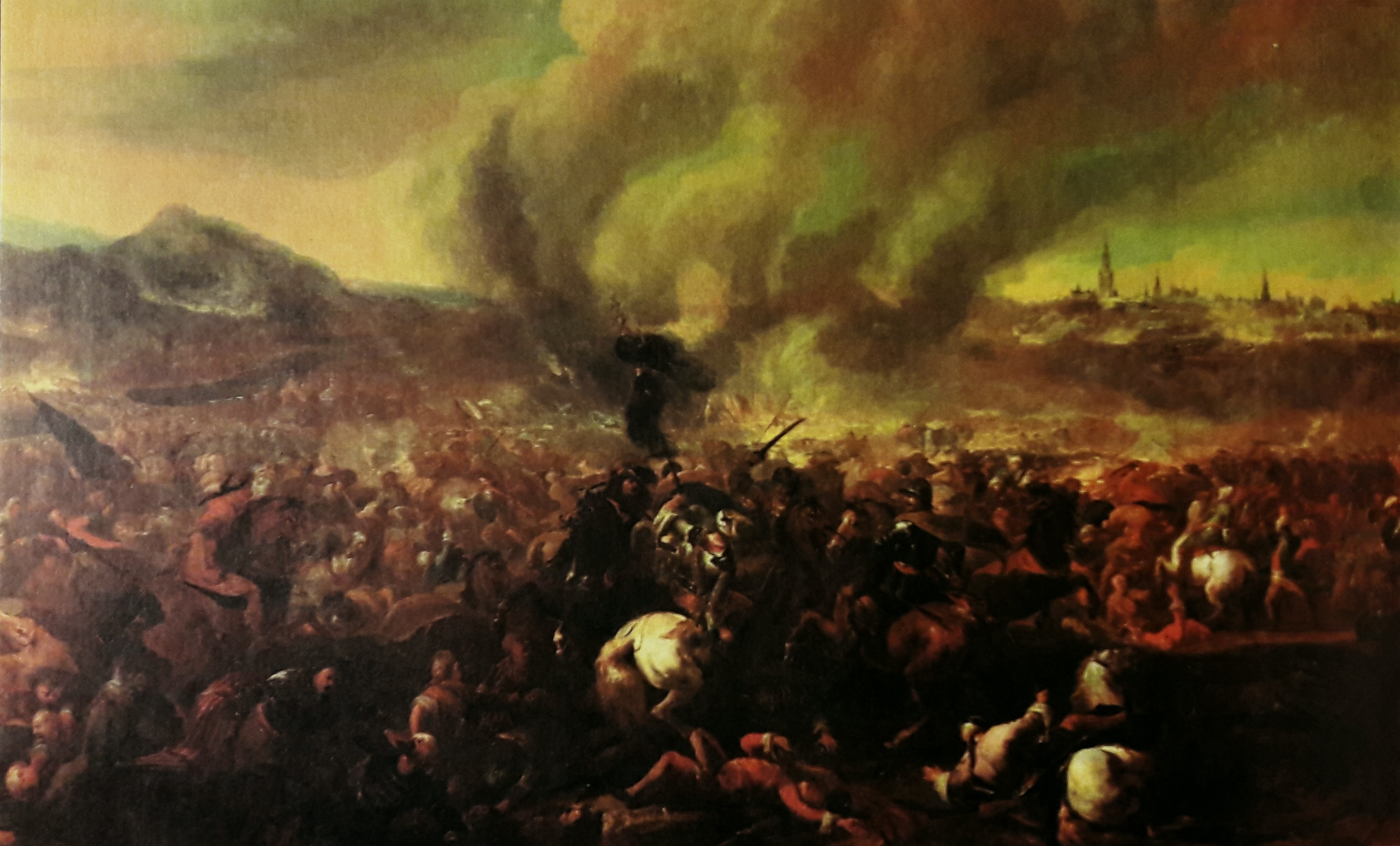
A felmentő sereg támadása
(Van Kessel festménye, 1690 körül)

Szeptember 11-én a keresztény szövetség csapatai elfoglalták kiinduló állásaikat a Bécsi-erdő északi peremét alkotó Kahlen-hegység (Kahlengebirge) gerincén. Szeptember 12-én a hajnali órákban mintegy 50 000 lengyel, velencei, bajor, szászországi, frankföldi, svábföldi, badeni és hesseni katona támadásra indult a hegyek lejtőiről. A nyugat felől érkező támadás megosztotta az oszmán parancsnokokat, akik nem tudtak megegyezni a kétfrontos harcban alkalmazandó hadrendről. Tizenkét órán át tomboló küzdelem után a lengyel lovasság, köztük a nevezetes nehézlovasság, a szárnyas huszárok, Sobieski János király személyes vezetésével kitörtek a Bécsi-erdő dombjai közül és kijutottak Bécs előterébe. Az egész keresztény haderő általános támadásba ment át.[forrás?]
A bécsi városparancsnokság, miután meggyőződött arról, hogy a harc mérlege a keresztények oldalára billen, szintén kitörést rendelt el. A városi védőrség megrohanta az ostromlók futóárkait, a két tűz közé került oszmánok fejvesztett menekülésbe kezdtek. Az ostromlók hátrahagyott tábora, lőszer- és élelmiszerkészletei a felmentő sereg zsákmányául estek. Kara Musztafa fővezér csak 10 km-re Bécstől keletre, a Schwechat folyón túl tudta csapatainak egy részét összegyűjteni. Velük rendezett visszavonulásba kezdett Győr irányában.[forrás?]

## A Bécs felmentését követő események

### A szövetségesek bevonulása

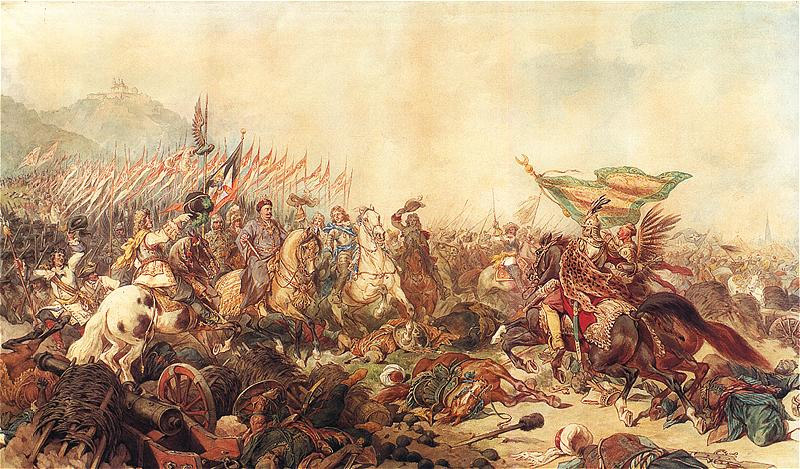
A győzelmes Sobieski János
Juliusz Kossak (1824–1899) lengyel romantikus festő képe

Sobieski János lengyel király szeptember 13-án vonult be Bécsbe. A császári egységek parancsnokai a megvert ellenség azonnali üldözését követelték, de Lipót császár megelégedett székvárosának felmentésével, és – szövetségeseit kijátszva – azonnali különbékét próbált kötni a törökkel. A császári propaganda ugyanakkor azt terjesztette, hogy a késedelem oka Sobieski, aki úgymond „nem akarta a lovát tovább fárasztani.” A felmentő sereg katonái ezért a következő napokat az elhagyott oszmán tábor kifosztásával töltötték. Óriási mennyiségű málhás és vágóállat, élelmiszer, hadianyag, felszerelési tárgyak, fegyverek, lövegek és lőszer vált a győztesek zsákmányává. A zsákmányolásban élen jártak a lengyelek, akik megszerezték Kara Musztafa pompás fővezéri sátrát is, amelyet Sobieski János magának foglalt le. (Ma a krakkói Wawelben látható.) A tábor kifosztására később érkező birodalmiaknak már csak a préda kisebb része jutott.
Bécsben az ujjongó tömeg össze-vissza lövöldözött mindennel, amit a keze ügyébe került. A császári aknászok átvizsgálták a hátrahagyott török alagutakat. A szétlőtt és feladott Burg-ravelin mögött több, lőporral megtöltött, robbantásra kész aknát találtak, hat méter mélységben. A közeledő lengyelek láttán az oszmán aknászok elmenekültek. A robbantásokra, amelyek romba döntötték volna az egész kortinafalat, már nem került sor.[forrás?]
Amikor Lipót császár Dürnsteinben hírt kapott a felmentő seregek győzelméről, hajón Klosterneuburgba jött. Másnap, szeptember 13-án innen érkezett Bécsbe. Belovagolt felszabadított székvárosába, ahol győztesként ünnepelték.[forrás?]

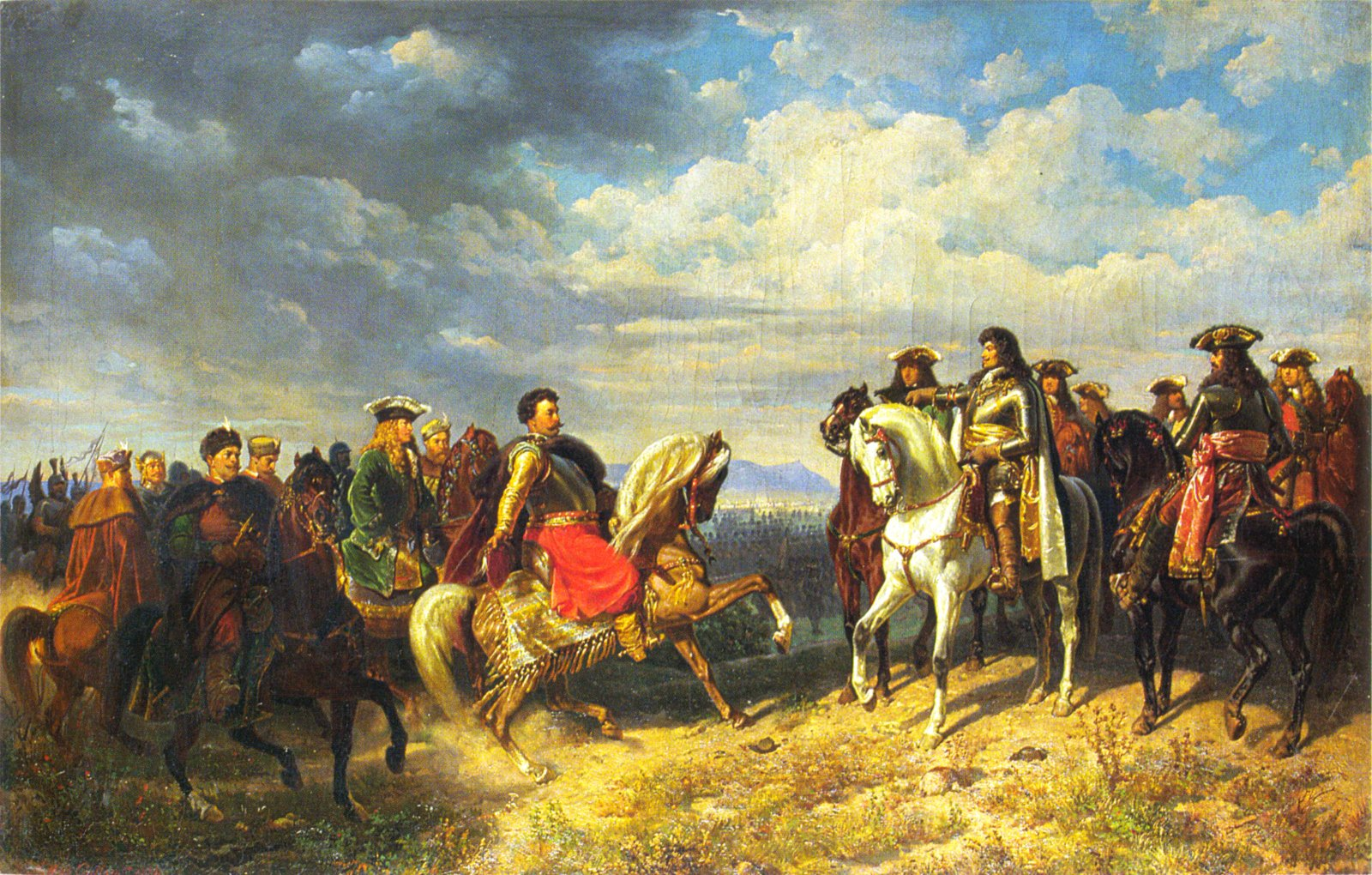
Sobieski János király és Lipót császár találkozása Schwechatnál

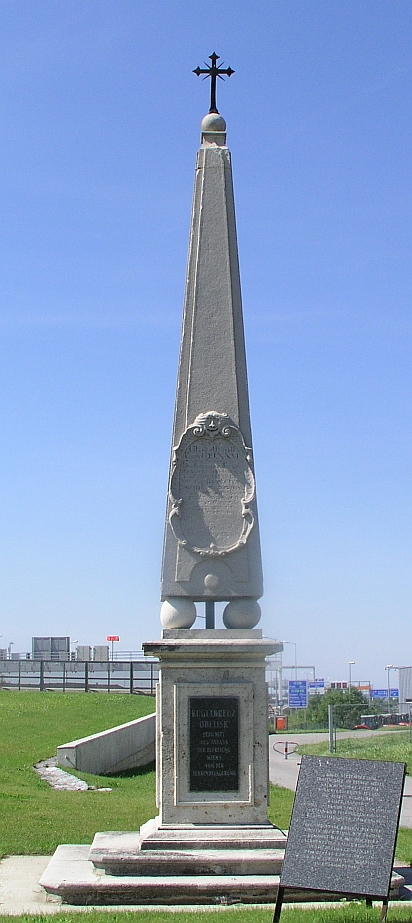
A schwechati „Kugelkreuz”

Lipót császár és Jan Sobieski király Schwechat közelében találkozott. Egymás közelébe lovagoltak, találkozásuk rövid és hűvös volt. A két uralkodó viszonya nem volt felhőtlen, kellemetlen presztízsharc nehezítette a kommunikációt. A császárváros felmentésének, a nagy harctéri győzelemnek dicsőségét Lengyelország királya aratta le, akinek Lipót császár a szövetségi szerződésben (a lengyel katonai segítség fejében) kénytelen volt átengedni a hadak fővezérségét. Szemtanúk leírása szerint egyikük sem szállt le a lóról, csak néhány udvarias szóval köszöntötték egymást, a császár a számára kínos helyzetben ridegen és kelletlenül viselkedett.[forrás?]
Azon a helyen, ahol a két uralkodó találkozott, később emlékoszlopot emeltek, a ma is látható Kugelkreuzot, mely négy török ágyúgolyón nyugvó obeliszket formáz. A szövetséges csapatok Schwechatban katonai parádét rendeztek, aztán a bajor és szász választófejedelmek hazaindultak csapataikkal.[forrás?]

### A megvert oszmánok üldözése
Kara Musztafa bűnbakot keresett a csatavesztésért. Szeptember 14-én Győrben kivégeztette Arnaud Ibrahim pasát, budai beglerbégetet, azzal az ürüggyel, hogy az ő csapata volt az első, amely menekülésbe kezdett a csatatérről. Valószínűbb azonban, hogy a nagyvezír egy számára kényelmetlen tanútól akart megszabadulni, aki beszámolhatott volna arról, hogy a vezírek helytelenítették Kara Musztafa kétfrontos hadrendjét az ostromlott Béccsel és a felmentő haderővel szemben.[forrás?]
A Sobieski János és Lotaringiai Károly csak némi késéssel, Szeptember 18-án vették fel a megvert, visszavonuló oszmán hadsereg üldözését. Ez a késedelem lehetővé tette, hogy Kara Musztafa Párkányban ismét koncentrálja erőit. Sobieski ellenőrzés nélkül hitelt adott török foglyok vallomásának, akik a párkányi török helyőrséget kis létszámúnak és gyengének mondták. Sem a foglyok, sem a király nem tudhatta, hogy az előző napokban erős, 40 000 főnyi oszmán kontingens foglalt állást a várban, amely nagyrészt friss, pihent katonákból állt, akik nem vettek részt Bécs ostromában. Október 7-én Sobieski a lengyel és Habsburg csapatok élén Párkány ellen vonult, Lotaringiai Károly figyelmeztetése ellenére, és anélkül, hogy a nyomában haladó, csupán egy napi járóföldre lévő birodalmi csapatokat bevárta volna.[forrás?]

### Két csata Párkányban
A lengyel előhad, Stefan Bidziński dragonyos ezredes parancsnoksága alatt azonnal harcba keveredett a törökökkel, a 2000 főnyi kontingens gyorsan felőrlődött. Sobieski János király, látva előhadának menekülő maradványait, hibás döntést hozott. Gyalogságát és tüzérségét hátrahagyva, csupán 4000 huszárja élén megrohanta a számszerű túlerőben lévő ellenséget. A sebtében indított lengyel lovasroham, gyalogsági és tüzérségi támogatás híján hamarosan összeomlott. A király tovább erőltette a támadást, csak tisztjei, köztük von Dünewald osztrák tábornagy könyörgésére hagyta el az arcvonalat. Életét Samuel Mirza Krzeczowski ezredes lipek-tatár lovasezredének köszönhette, amely fedezte királyának visszavonulását.
Az erősítés megérkezése után két napon át tartó felkészülés és tervezés következett, majd október 9-én Sobieski János huszársága, megerősítve császári csapatokkal, birodalmi gyalogsággal és tüzérséggel, a második támadásban elfoglalta a párkányi erődítményt és megsemmisítette az ott állomásozó oszmán kontingenst. Az Esztergom felé menekülők alatt szétlőtték a hidat. A helybeliek emlékezete szerint „a Duna vörös lett a vértől”.[forrás?]

## Következmények
Október 21-én a lengyel és császári csapatok elfoglalták Esztergomot. A római katolikus egyház Bécs felmentéséért hálát adva szeptember 12-ét, Mária Szent Nevének napját ünnepnappá nyilvánította.[forrás?]
IV. Mehmed szultán a kudarcért Kara Musztafa nagyvezírt tette felelőssé, mert Bécs alatt háromszoros katonai túlereje ellenére katasztrofális vereséget szenvedett. Szultáni parancsra a nagyvezírt december 25-én Belgrádban selyemzsinórral kivégezték.[forrás?] Mindez valószínűleg súlyos hiba volt, mert a katasztrofális vereség ellenére Kara Musztafa jóképességű katona volt, aki a Köprüliktől szerzett tapasztalatokat, akik annak idején egy időre megállították a birodalom hanyatlását és a velenceieket is megverték. Musztafa után egymást követték a nagyvezírek, de nem nem tudták megállítani a török kiűzését Magyarországról.
A Bécs sikeres felmentését követő másfél évtizedben a Habsburg Birodalom nagyszabású hadjáratok sorozatát indította a törökök ellen, Európából való teljes kiszorításuk és egész Délkelet-Európa meghódításának szándékával. A váltakozó sikerrel folyó háborúk eredményeképpen 1699-re a Habsburg-ház megszerezte és a birodalmába olvasztotta a Magyar Királyságot, Erdélyt és a Balkán-félsziget nagy területeit. Az Oszmán Birodalom erejének hanyatlásával a Habsburg Birodalom új európai nagyhatalommá emelkedett.[forrás?]

## A török ostrom nyomai, emlékei

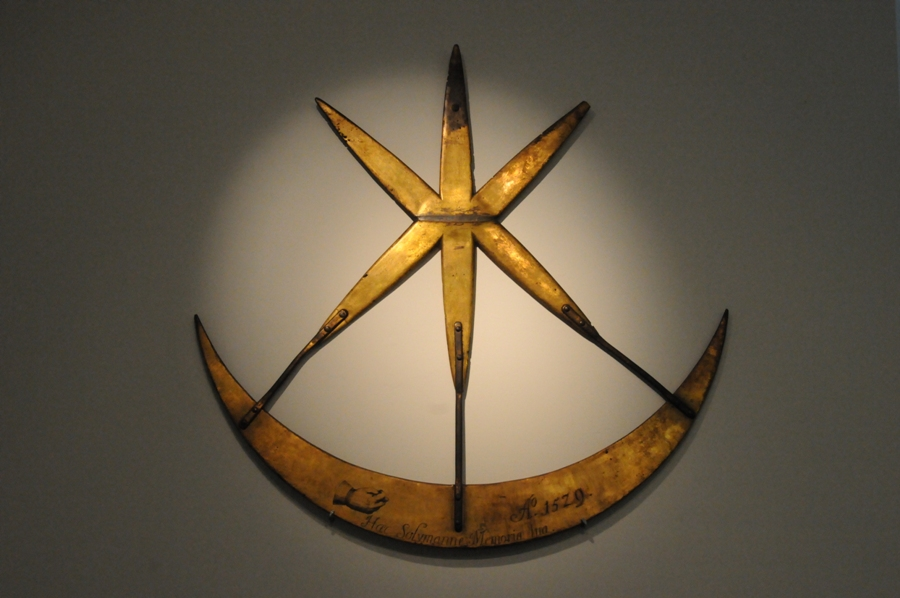
A Stephansdom déli tornyáról leszedett széljelző a Wien Museumban

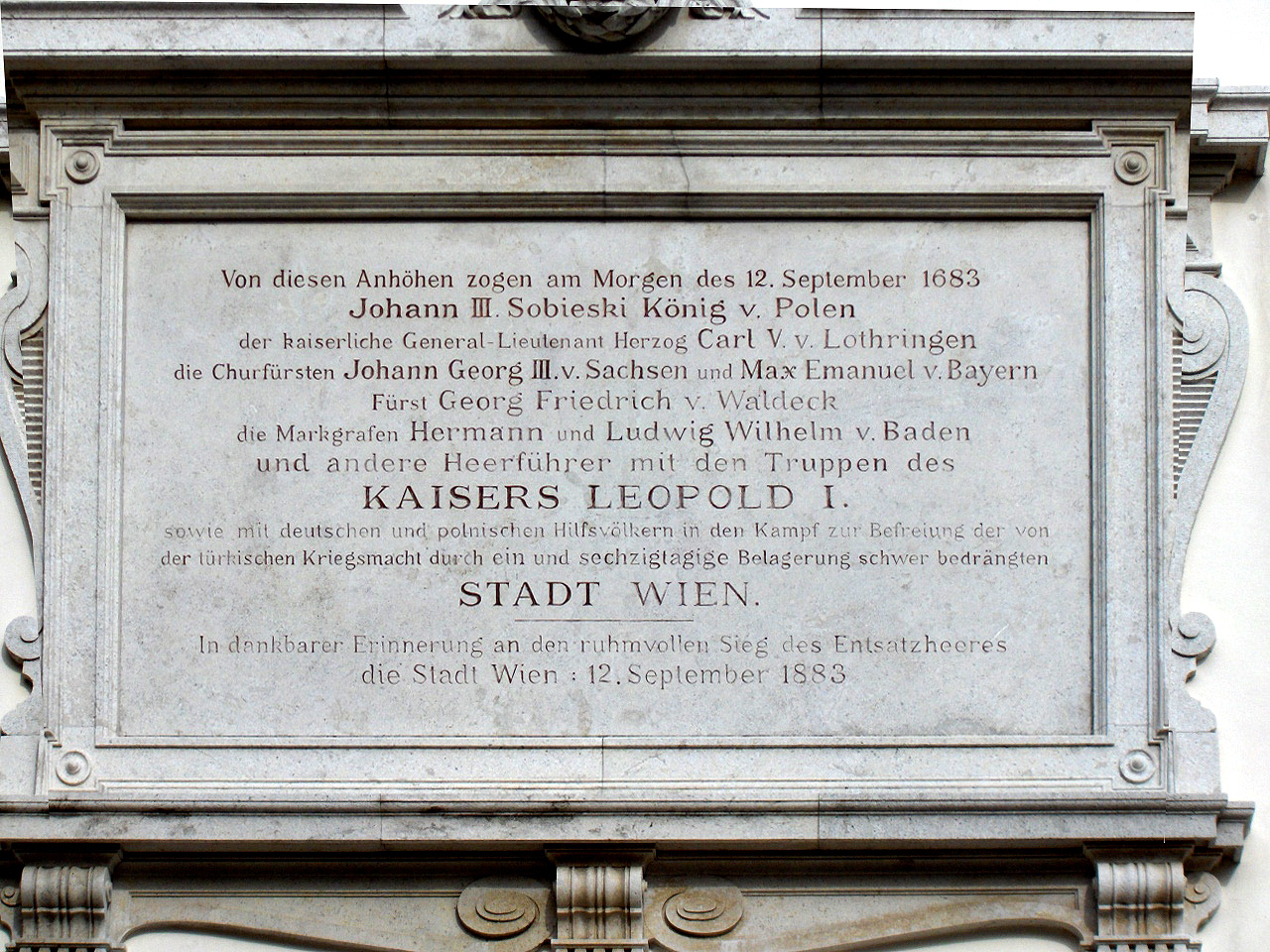
Emléktábla a Kahlenbergen

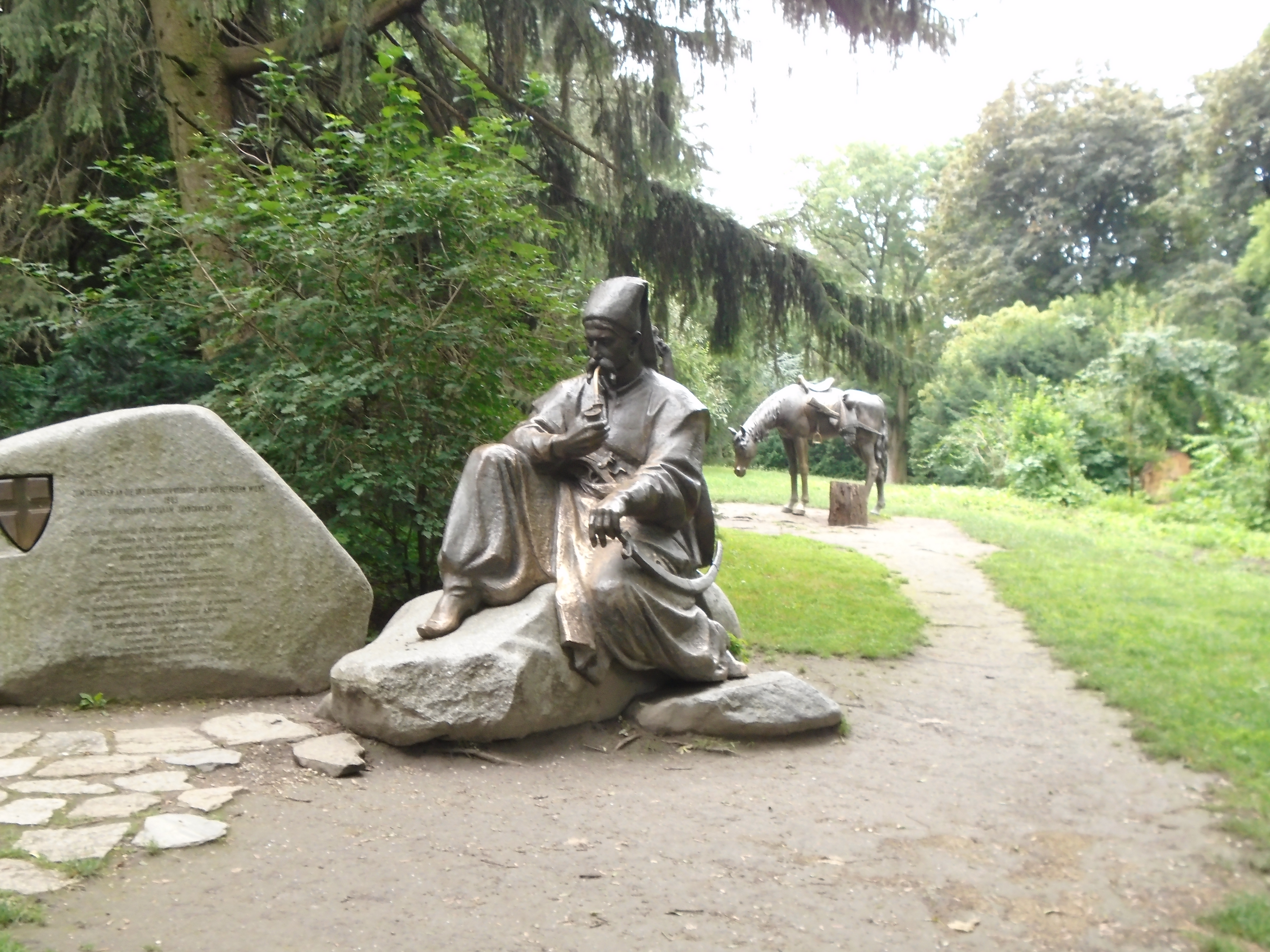
Kozák-emlékmű, Türkenschanzpark

### Bécsben

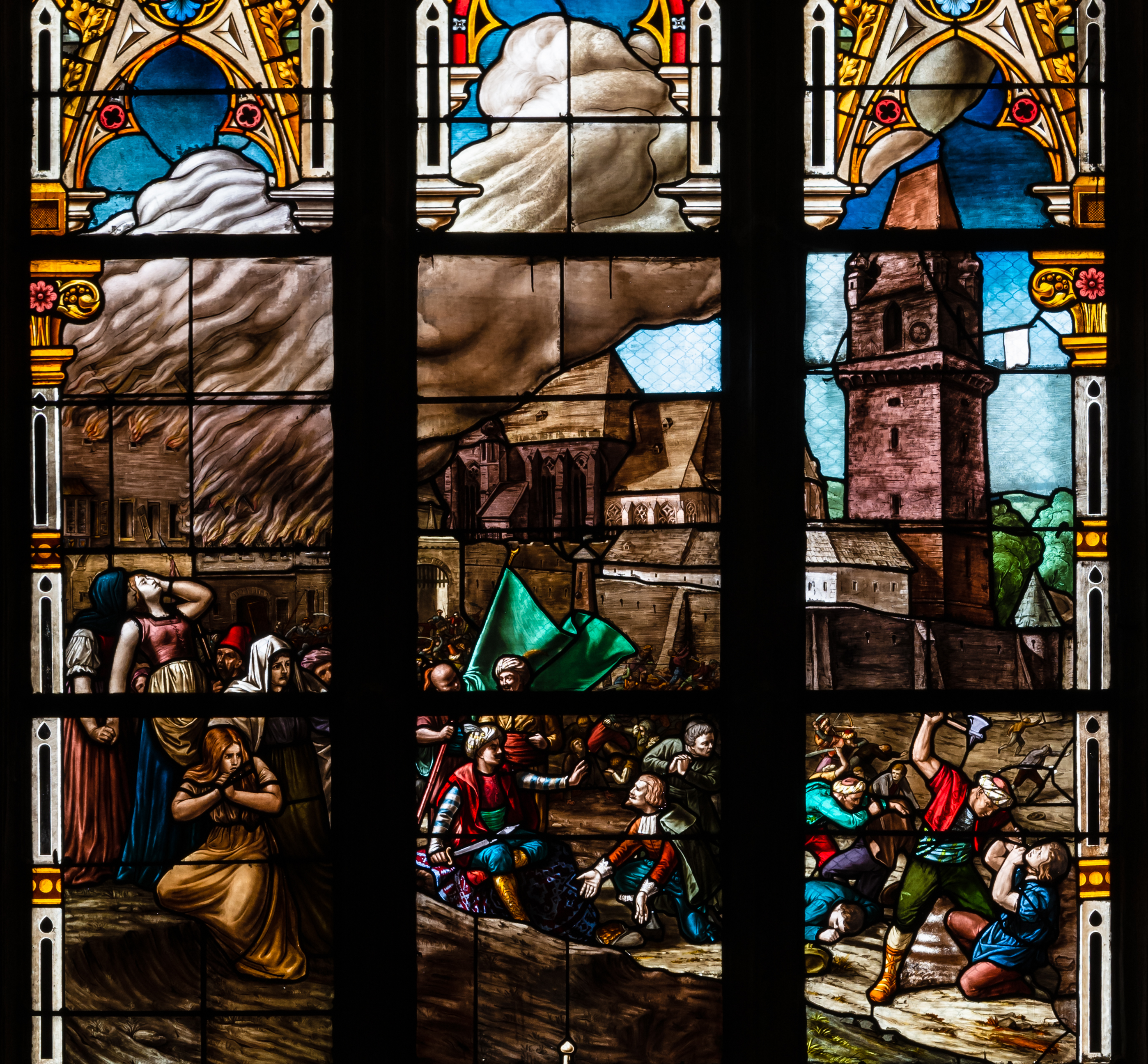
Perchtoldsdorf, „Török-ablak”

- Az 1683-as ostrom után a Stephansdomról leszedték a csillag–félhold toronydíszt, amely 1519-ben (nem muzulmán jelképként, hanem széljelzőként) került oda. Helyére keresztet tettek.[33]
- Bécs 18. kerületében, Währingben láthatók a úgynevezett Török sánc (Türkenschanze) maradványai. Az erődítményt az oszmánok emelték 1683-ban, hogy az ostromgyűrűt védelmezze a felmentő sereg támadásától. Szeptember 12-én a janicsárok erősen védelmezték, a császáriak és szász dragonyosok véres harcban foglalták el. Helyén ma a Türkenschanzpark található. A nevet egy közeli utcanév (Türkenschanzstraße) is őrzi.
- A Türkenschanzparkban 2003-ban egy kozák-emlékművet is felállítottak, a Sobieski szolgálatában a felmentő seregben harcoló ukrajnai kozák hadseregre emlékezve.[34]
- Az elesett Georg Rimpler alezredesnek, a bécsi erődítményépítőnek, a város aknász főmérnökének nevét viseli a közeli Rimplergasse.[18]
- Bécs 9. kerületében a Türkenstraße.
- A zsákmányolt török ágyúk bronzanyagából 1711-ben öntötték a Stephansdom legnagyobb harangját, a Pummerint. (1945-ben elpusztult, 1951-ben újraöntötték).[35]
- A Stephansdom déli tornyában van a Starhemberg-pad (Starhembergbank), ahonnan a legenda szerint Starhemberg rendszeresen figyelte az ellenséges tábort.[35]
- További utcanevek és épületek Bécsben: Graf-Starhemberg-Gasse (4. kerület), Starhemberg-laktanya (10. kerület), Sobieskigasse és Sobieskiplatz (9. kerület).
- Török ágyúgolyók a becsapódás helyén befalazva, megőrizve: Am Hof 11 (1. kerület), Sterngasse 3 (1. kerület), Sieveringer Straße 101 (19. kerület).

### Bécsen kívül
- Perchtoldsdorf, emlékkereszt (Türkenkreuz), templomi ablak (Türkenfenster)
- Hainburg an der Donau, a Blutgasse („Vér utca”), a szinte teljes lakosság 1683. július 12-i lemészárlásának és elhurcoltatásának emlékére.

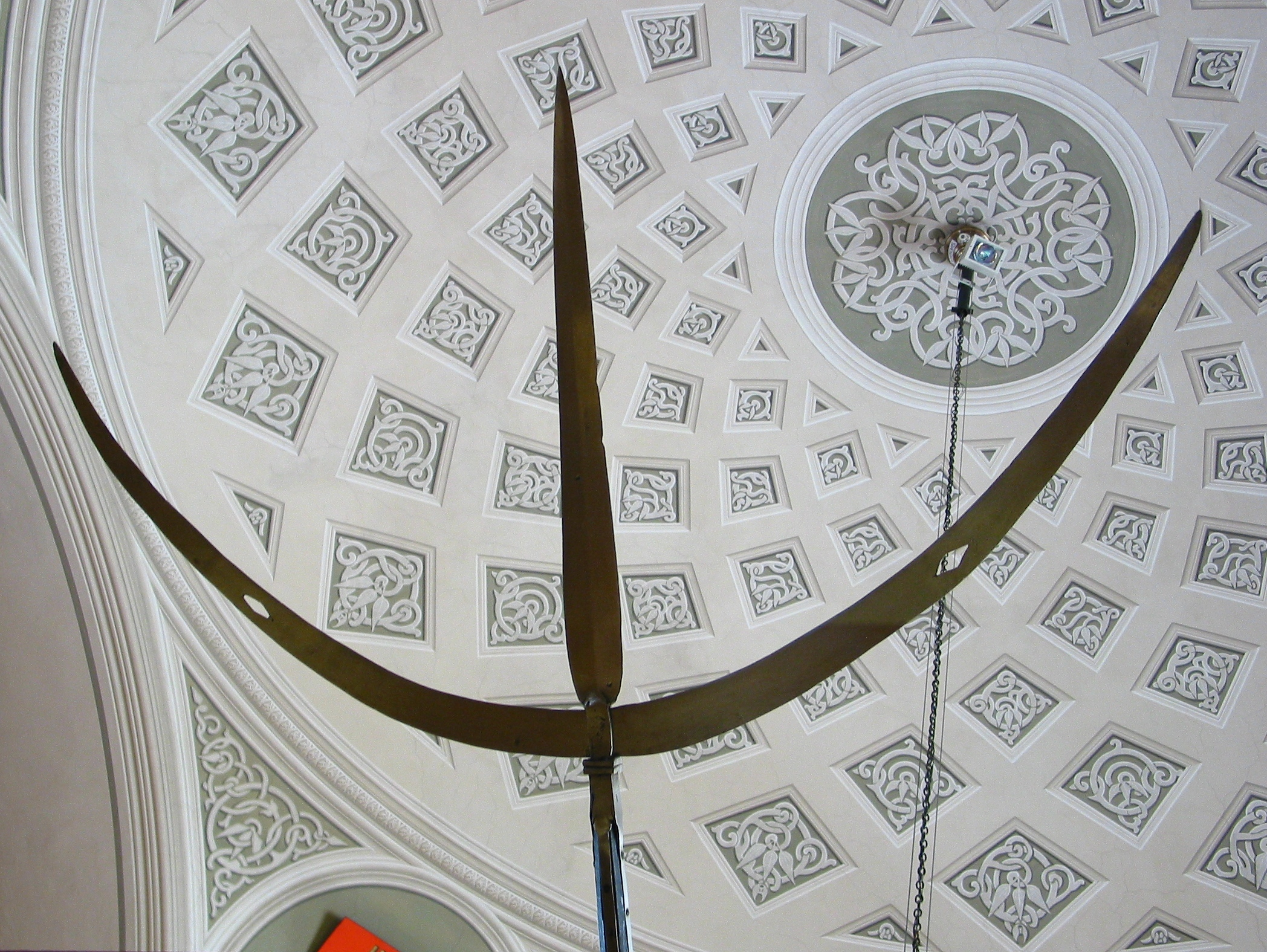
Három kaszából összekovácsolt harci eszköz

### Múzeumi tárgyak
A bécsi Hadtörténeti Múzeum gazdagon dokumentált állandó kiállításon mutatja be Bécs 1683-as ostromát és a felmentő csatát. Monumentális kortárs olajfestményen követhetjük a harctéri eseményeket. Áttekintő térképeken láthatjuk az ostromlók és a védők hadmozdulatainak, helyzetének változásait. A kiállított tárgyak között találjuk Ernst Rüdiger von Starhemberg városparancsnok tőrét és mellvértjét. A falakon harcoló védők fegyverei közül említést érdemelnek a kiegyenesített kaszák, amelyekből nagy leleménnyel többféle, igen hatásos harci eszközt készítettek.

## Feldolgozása játékfilmen
- 11 settembre 1683. Nemzetközi címe: Battle of Vienna az Internet Movie Database oldalon (angolul),  olasz–lengyel–amerikai játékfilm, 2012, rendezte Renzo Martinelli. Marco D’Avianót F. Murray Abraham, Kara Musztafát Enrico Lo Verso, Sobieski Jánost Jerzy Skolimowski, Lipót császárt Piotr Adamczyk alakította. A film tömegjeleneteit virtuális animációs technikával készítették.[38] A film a kahlenbergi csata napját szeptember 12. helyett szeptember 11-re teszi, hogy összecsengjen az apokaliptikus fogalommá vált kortárs dátummal.[39]